# III. Alexandrosz makedón király

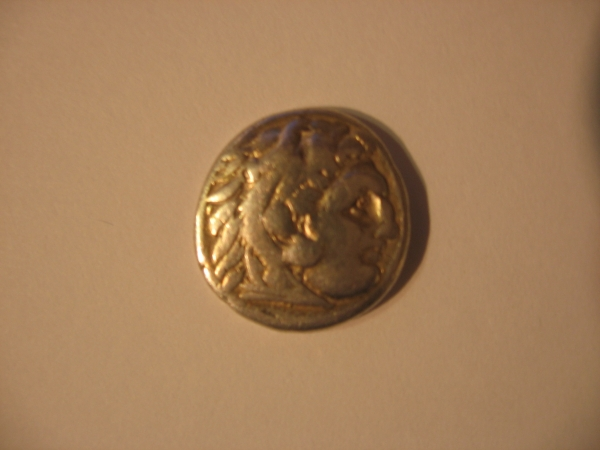
Alexandrosz ábrázolása az általa veretett ezüstdrakhmán

III. Alexandrosz, közismert nevén Nagy Sándor (ógörögül: Ἀλέξανδρος ὁ Μέγας [ὁ Τρίτος ὁ Μακεδών], ejtsd: alexandrosz ho megasz [ho tritosz ho makedón], perzsául: Szikandar vagy Iszkander; Pella, i. e. 356. július 20. és július 30. között – Babilon, i. e. 323. június 10.) előbb Makedónia királya, majd Egyiptom fáraója és Perzsia nagykirálya. Apja, II. Philipposz nyomdokain haladva hatalmát a Peloponnészosztól az indiai szubkontinensig terjesztette ki, meghódítva a görögök által akkor ismert világ nagy részét. Egyike a valaha élt legismertebb görög történelmi személyeknek.
Uralkodása a klasszikus ókori történelem és kultúra egy új korszakának, a hellenizmusnak a kezdetét jelentette. Ennek során a hellén művészetek, tudományok, építészeti stílusok és egyéb kulturális behatások széleskörűen elterjedtek keleten. Maradandó hatású alapokat fektetett le az egységes görögség megteremtésére, hivatalossá tette a ión-attikai dialektuson alapuló, de más görög nyelvjárások jellegzetességeit is vegyítő koiné görög nyelvet, mely ezt követően az ókori világban évszázadokig a lingua franca szerepét töltötte be. Irodalmi jelentőségét mutatja, hogy a biblia legkorábbi fennmaradt szövegeit is ezen a nyelven jegyezték le, és ezen a nyelven tárolták az ókori tudományos élet központjának számító alexandriai nagykönyvtár gyűjteményét is. Ez egyben a mai modern görög nyelv előképe is. A nyelv mellett egységesítette a különböző poliszok egyedi jellegzetességeit mutató betűkészletét egy közös írásrendszerbe foglalva.
Alexandrosz volt Napóleon koráig az európaiak számára a világtörténelem leghíresebb hadvezére, de ismertsége ma is nagyon nagy, és a hadvezetés egyik, ha nem a legnagyobb ikonja.
Alexandroszról a mai Észak-Macedóniában sajátos kép él. A délszláv macedónok magukat előszeretettel azonosítják az ő makedón népével. Ez nem felel meg a valóságnak, mert az igazi makedónok egy ókori görög népcsoportot alkottak, a mostani macedón nép, amely bár nyelvében makedoncinak mondja magát, nyelvileg és más szempontok miatt a bolgárokhoz áll közel, nem leszármazottja az ókori makedónoknak. Görögország és (a mostanra már) Észak-Macedónia között emiatt már többször pattanásig feszültek az ellentétek.

## Élete

### Fiatalkora

#### Születése
Alexandrosz i. e. 356-ban született Pellában, a Makedón Királyság központjában. Születése napját Plutarkhosz az attikai naptár Hekatombaión hónapjának 6. napjára teszi, ami július 20-ának vagy 21-ének felelhet meg. Az i. e. 4. század csillagászati, vallási és polgári naptárai azonban nem estek egybe, így szinte lehetetlen meghatározni Alexandrosz születésének pontos dátumát, amit ráadásul Arisztobulosz októberre tesz.
Szülei az Alexandrosz nevet adták neki, amit két korábbi makedón király is viselt; a név jelentése „férfiakat védelmező”. Apja II. Philipposz makedón király volt, akinek valószínűleg ő volt az első fia, de nem eleve trónörökös, mert Makedóniában akkor nem ismerték az elsőszülöttség jogát. Anyja Philipposz 7 vagy 8 felesége közül a negyedik, Olümpiasz az épeiroszi Molosszoszok házából való I. Neoptolemosz királynak volt a lánya.
Philipposz és Olümpiasz akkor találkoztak egymással, amikor egyszerre avatták őket be a szamothrakéi vallásos szertartásokba. Philipposz beleszeretett, és mivel a leánynak már egyik szülője sem élt, fivérének, Arümbasznak a beleegyezésével vette el feleségül i. e. 357-ben. Alexandrosz apai ágon – az argoszi-dinasztia tagjaként – Karanosz, a makedónok első királya révén Héraklésztól származtatta magát, anyai ágon pedig Neoptolemosz (nem keverendő össze azonos nevű nagyapjával) révén Akhilleusztól és annak nagyapjától, Aiakosztól, aki Zeusz fia volt. A későbbiekben tudatosan úgy is viselkedett, mint Héraklész és Akhilleusz egyenes ági leszármazottja, és szívesen tulajdonított magának e hősöket idéző jellemvonásokat. Alexandrosz másodunokatestvére volt az ünnepelt hadvezérnek, Pürrhosznak, aki Hannibál szerint – forrástól függően – minden idők legnagyobb vagy Alexandrosz után második legnagyobb hadvezére volt. Egyetlen édestestvére a Kleopátra nevet viselte.
Plutarkhosz szerint Olümpiasz a Philipposszal töltött nászéjszaka előtti éjjel azt álmodta, hogy vihar támad, és villám csap a méhébe, amely nagy lánggal fellobban, a láng betölti a szobát, majd kialszik. Philipposz később, már a házasság megkötése után, azt álmodta, hogy elzárta felesége méhét, s a pecsét mintha oroszlánt ábrázolt volna. Egy másik alkalommal pedig az alvó Olümpiasz mellett egy kígyó nyúlt el, s ez állítólag csökkentette Philipposz szerelmi vágyát, ezután már nem hált gyakran a feleségével, vagy mert félt az asszony bűbájosságától, vagy mert azt hitte, hogy annak valami felsőbbrendű lénnyel volt bensőséges kapcsolata. Ezek mind arra engednek következtetni, hogy a legendák szerint Alexandrosz apja Zeusz volt, hiszen a villám az ő jelképe, és kígyó alakjában is gyakran jelent meg. Az ókoriak véleménye megoszlott ezügyben: egyesek szerint maga Olümpiasz találta ki isteni eredetének történetét, sőt ő maga mondta el fiának; mások szerint viszont Olümpiasz elutasította ezt a nézetet, mivel istentelenségnek tartotta.
Philipposz mindenesetre ez után a látomás után elküldte Delphoiba a megalopoliszi Khairónt, aki állítólag azt a jóslatot hozta Apollón istentől, hogy mutasson be áldozatot Ammónnak, s ezt az istent részesítse a legnagyobb tiszteletben. Ez a történet azonban egyértelműen azt követően keletkezett, hogy Alexandrosz egyiptomi hadjárata során felkereste Ammón szentélyét a Szíva-oázisban, ahol elismerték az isten fiának. Azt is közölte a jóslat Philipposszal, hogy el fogja veszíteni azt a szemét, amellyel az ajtóhasadékon belesve meglátta, amint az isten kígyó alakjában felesége oldalán feküdt. Egyiptomban olyan hagyomány is volt, hogy az utolsó nemzeti király, a szerencsétlen sorsú Nahthórhebit (Nektanebosz) egyiptomi veresége után Makedóniába menekült, és varázslat segítségével ő lett Alexandrosz apja.
Alexandrosz születésének napján Philipposz a Khalkidiké félszigeten lévő Poteidaia városának ostromához készülődött. Ugyanezen a napon tudta meg, hogy Parmenión nevű hadvezére legyőzte az illírek és paiónok egyesített seregét, valamint hogy az általa küldött versenyszekér nyerte az olimpiai játékokat. A fáma szerint az epheszoszi Artemisz-templom, az ókori világ hét csodájának egyike is ezen a napon égett le. A magnéziai Hégesziasz szerint azért tudott lángra kapni és leégni, mert istennője távol volt, mégpedig azért, mert Alexandrosz születésénél segédkezett. A jövendőmondók a tűzvészt egy olyan szerencsétlenség előfutárának tekintették, amely egész Ázsia számára végzetesnek fog bizonyulni.

#### Gyermekévei

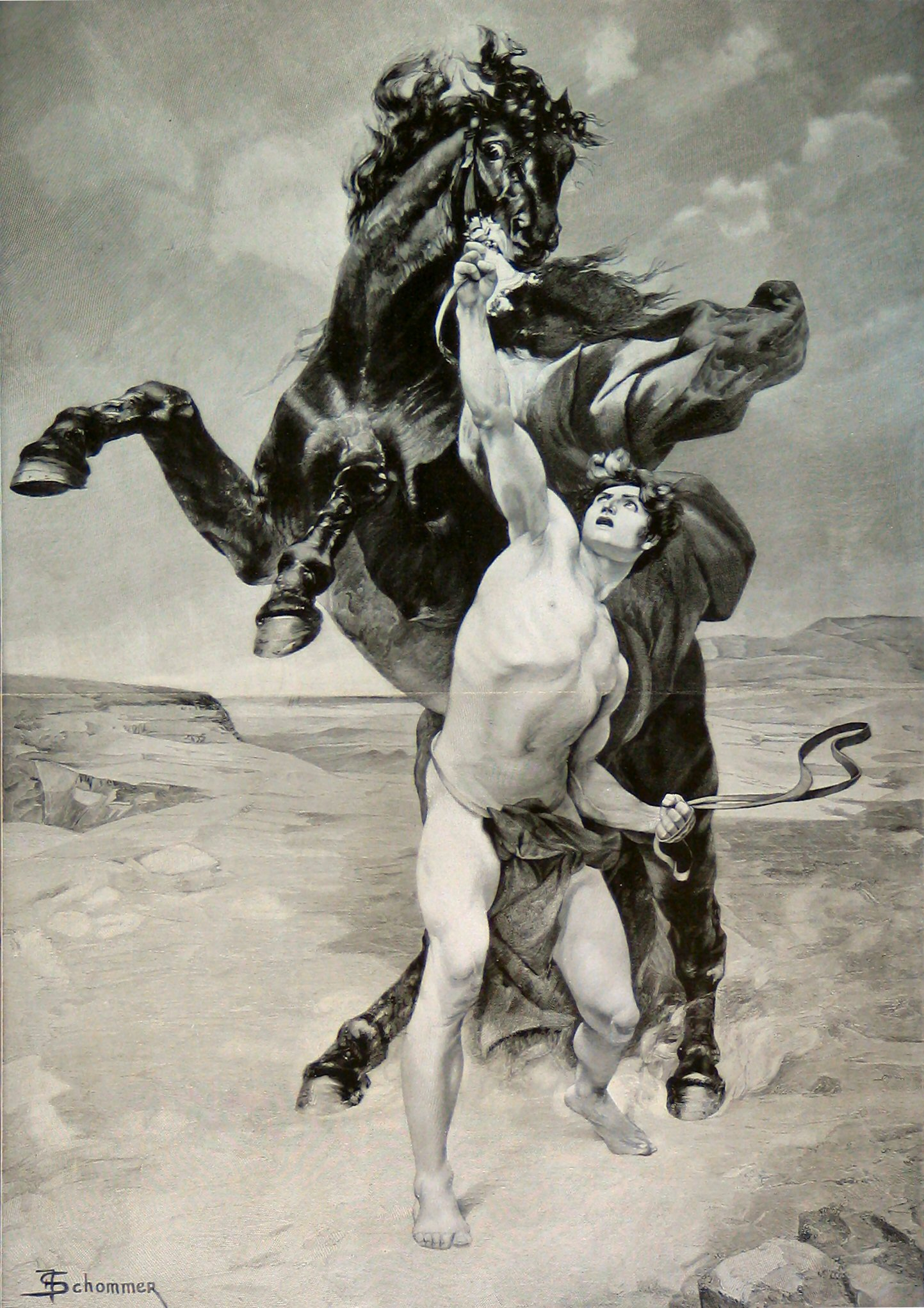
Bukephalosz megszelídítése (François Schommer)

Eleinte Laniké volt a dajkája, akinek az energikus gyermek kordában tartása komoly próbatétel lehetett, amit Alexandrosz élete végéig tartó szeretetével hálált meg. Laniké fivére, Fekete Kleitosz, Alexandrosz egyik testőre és korai példaképe volt, később pedig hadvezére lett. Amikor Alexandrosz 7 éves volt, apja Olümpiasz egyik rokonára, az épeiroszi Leónidaszra bízta nevelését, aki a legnagyobb hangsúlyt királyfi állóképességének fejlesztésére helyezte. Leónidasz katonás szigorának meg is lett az eredménye: Alexandrosz későbbi hadjáratai során újra és újra tanúbizonyságot tett legendás szívósságáról. Az anekdota szerint amikor az ifjú két maroknyi tömjént szórt az oltárra egy szertartás alkalmával, Leónidasz megszidta, mondván: „Majd ha már meghódítottad azokat az országokat, ahol ezek a fűszerek teremnek, akkor olyan tékozló szertartásokat tarthatsz, amilyeneket csak akarsz; addig azonban ne pazarold őket!” Amikor jó pár évvel később Alexandrosz meghódította Gázát, az ázsiai fűszerkereskedelem központját, 18 tonnányi mirhát és tömjént küldött neki azzal az üzenettel, hogy most már nem kell olyan zsugorinak lennie az istenekkel szemben. Leónidasz mellett Alexandrosz másik tanítója Lüszimakhosz volt, aki az Iliasz világának hangulatát hozta el tanítványának azzal, hogy tanítványát Akhilleusznak szólította, saját magát Phoiniksznak (Akhilleusz tanítójának), Philipposzt pedig Péleusznak (Akhilleusz apjának) nevezte.
Mint minden előkelő makedón fiatal, Alexandrosz már nagyon kicsi korában elkezdte tanulni a lovaglást, amit egész életében mesterfokon űzött. Amikor Alexandrosz 10 éves volt, egy lókereskedő hozott apjának egy lovat Thesszáliából, amelyet 13 talentum ezüstért akart neki eladni. A ló senkit nem engedett a hátára ülni, hanem hátsó lábára állva szüntelenül ágaskodott. Philipposz bosszankodott, és megparancsolta, hogy a vad, megfékezhetetlen lovat vezessék el. Ekkor azonban Alexandrosz is megpróbálta megszelídíteni, ami végül sikerült is neki: észrevette, hogy a ló saját ide-oda mozgó árnyékától riad meg, ezért kantárszáránál fogva a nappal szembefordította, amitől megszűnt a ló félelme. Plutarkhosz szerint Philipposz sírt a boldogságtól, és a nyeregből leszálló fiát homlokon csókolva így szólt hozzá: „Fiam, keress magadhoz méltóbb királyságot, szűk neked Makedónia.” Alexandrosz a lovat Bukephalosznak nevezte el, ami „ökörfej”-et jelent. Bukephalosz hű társa lett ázsiai kalandozásai során, egészen indiai hadjáratáig.
Sok olyan történet keletkezett az idők során, amelyek Alexandroszt már gyermekkorában olyan tulajdonságokkal ruházzák fel, amelyek mintegy előre jelzik későbbi nagyságát. Az egyik ilyen anekdota szerint – Plutarkhosz mondja el – a még gyermek Alexandrosz apja távollétében perzsa követeket látott vendégül, akiket hamar megnyert nyájasságával és azzal, hogy nem tett fel nekik gyerekes vagy kicsinyes kérdéseket, hanem az utak hosszúságáról, az ország belsejében való utazásról és magáról a királyról kérdezősködött, hogy milyen harcos, és hogy mekkora a perzsák bátorsága és hadereje. A követek csak ámultak rajta, és Philipposz sokat emlegetett kiválósága immár eltörpült a szemükben Alexandroszé mellett. Habár könnyen elképzelhető, hogy Makedónia és Perzsia fogadta egymás követeit ebben az időben, ez a történet valószínűleg túl szép, hogy igaz legyen.
Egy másik anekdota szerint, amikor Alexandrosz tudomást szerzett arról, hogy Philipposz elfoglalt egy híres várost, vagy jelentős csatában győzött, nem örült a hírnek, hanem így szólt kortársaihoz: „Fiúk, apám mindent elvesz előlem, és nem hagy nekem lehetőséget, hogy veletek valami nagyot és dicsőt művelhessek.” Mivel nem vágyott sem gyönyörökre, sem gazdagságra, hanem csak az erényre és dicsőségre, úgy gondolkodott, hogy minél többet kap apjától, annál kevesebb lesz, amit maga hajthat végre.

#### Kamaszkora és neveltetése
Alexandrosz rendkívül tehetséges és gyors felfogású volt. Írásban és olvasásban kiemelkedett társai közül. A lírán is kiváló érzékkel játszott. Már kora gyermekkorától lenyűgözte a költészet, különösen a homéroszi eposzok, de érdeklődött a költészet más műfajai és a dráma iránt is. Állítólag kívülről tudta Euripidész darabjait, és jól ismerte az idézetek szövegkörnyezetét. Ha hihetünk Plutarkhosznak, olvasta a történetíró Philisztoszt, valamint Telesztész és Philoxénosz dithüramboszait, de valószínűleg Hérodotosz és Xenophón művei is szerepeltek olvasmányai között. A leginkább azonban a fegyverekkel való bánásban emelkedett ki: kardforgatásban, gerelyhajításban és íjászatban. Olyan gyorsan tudott futni, hogy barátai szerint indulhatott volna az olümpiai játékokon is. Ő azonban megvetést érzett a hivatásos sportolók iránt, és lealacsonyítónak érezte volna, ha velük kellett volna versenyeznie. Azt mondta, hogy akkor indulna szívesen a játékokon, ha királyokkal kéne megmérkőznie.

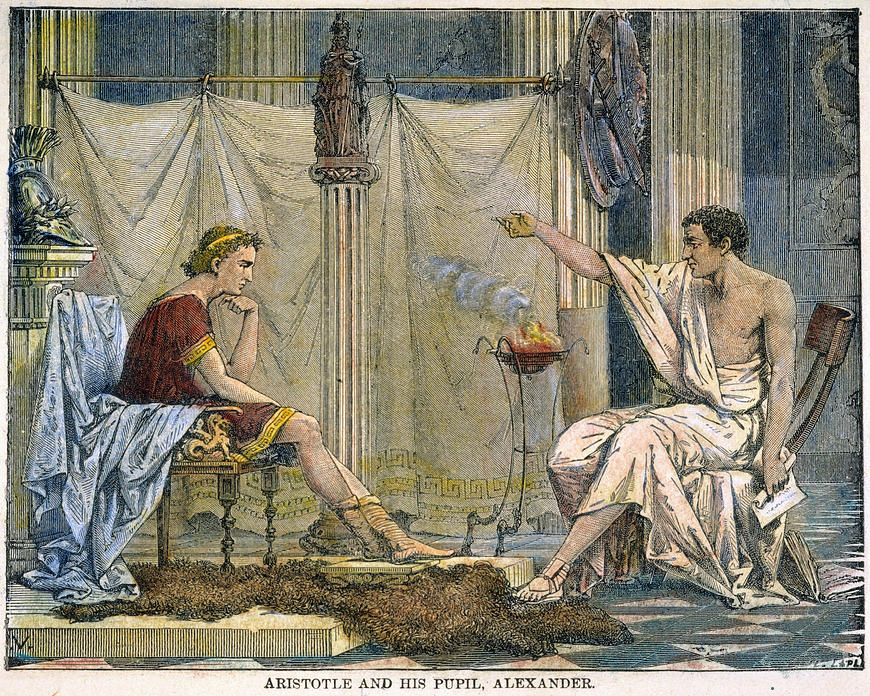
Arisztotelész Alexandroszt tanítja

Tizenhárom éves korában apja úgy gondolta, hogy gondosabb oktatásra van szüksége, ezért elkezdett tanítót keresni neki. Olyan jelölteket utasított vissza, mint Iszokratész vagy Szpeuszipposz, pedig utóbbi Platónt követte az Akadémia élén, és még ezt is feladta volna. Philipposz végül Arisztotelészt választotta, aki elfogadta az ajánlatot, hogy Alexandrosz tanulmányait felügyelje. Arisztotelész cserébe azt az ígéretet kapta, hogy szülővárosát, Sztageirát, amelyet Philipposz korábban lerombolt, újraépítik, és visszatelepítik a korábbi lakóit: ha azóta rabszolgasorba kerültek, felszabadítják, ha száműzetésben éltek, akkor pedig visszahívják őket.
A Philipposztól a tanításra kapott helyen, a Mieza közelében lévő nimfák szent ligetében (a Nimfák Templomában), a Bermion-hegy (ma Vérnon-hegy) lejtőjén, a mai Nauszánál miniakadémia jött létre Alexandrosz taníttatására. Mellette olyan előkelő makedón fiatalok is itt tanultak, mint Ptolemaiosz, Héphaisztion vagy Kasszandrosz. Diáktársai közül sok barátot szerzett, akik később a hadvezérei lettek. Miezában Arisztotelész orvostudományt, filozófiát, etikát, vallási ismereteket, logikát és művészeteket tanított nekik. Arisztotelész tanításainak köszönhetően alakult ki Alexandrosznak a homéroszi eposzok iránti szenvedélye; különösen az Iliasz állt közel a szívéhez, amelynek Arisztotelésztől kapott, jegyzetekkel ellátott példányát magával vitte keleti hadjárataira is. A legenda szerint éjszaka tőrével együtt párnája alatt tartotta ezt a könyvet, amelyet a katonai erények és ismeretek legfontosabb forrásának tartott. Az orvostudományt annyira megkedvelte, hogy későbbi hadjáratai során gyakori látogatója lett a tábori kórházaknak, ahol ő maga is végzett műtéteket. A tudomány atyjának tartott Arisztotelésznek a természettudományok iránt is sikerült felkeltenie Alexandrosz érdeklődését, aki hadjárataira számos tudóst is magával vitt, hogy Arisztotelész kutatásaihoz alapanyagot szolgáltassanak. Már gyerekkorában megnyilvánuló, kielégíthetetlen kíváncsiságát a Föld végső határai iránt pedig talán az Arisztotelésztől kapott földrajzi ismeretek és tanácsok is ösztönözhették. Egy híres eset volt az, amikor Arisztotelész azt tanácsolta tanítványának, hogy a görögöknek legyen vezérük, a barbároknak pedig zsarnokuk; az előbbiekkel bánjon úgy, mint a barátaival és a rokonaival, az utóbbiakkal pedig úgy, mint a vadállatokkal és a növényekkel. Alexandrosz egy ideig második apjaként tekintett tanítójára, aki felkészítette őt az életre, később azonban elhidegültek egymástól. Alexandrosz tanulás iránti vágya és tudásszomja azonban felnőtté válásával cseppet sem hagyott alább.

### Philipposz örököseként

#### Kormányzósága és Makedónia felemelkedése
A miezai évek i. e. 340-ben értek véget, amikor Alexandrosz 16 éves volt. Apja ugyanis háborúba indult Büzantion ellen, és fiát nevezte ki királysága kormányzójának. Philipposz távollétében a trákiai Sztrümón folyó völgyének északi részén élő maidoszok fellázadtak a makedón uralom ellen, Alexandrosz azonban gyorsan reagált, és leverte a lázadást. Legfontosabb központjukba görögöket telepített. Ezt az eljárást már apja is előszeretettel használta stratégiai fontosságú helyek lakosságának ellenőrzésére. A maidosz területen alapított helyőrséget Alexandrosz saját magáról nevezte el, Alexandropolisznak. Ez volt első általa alapított város az élete során alapított – Plutarkhosz szerint – összesen hetven közül.

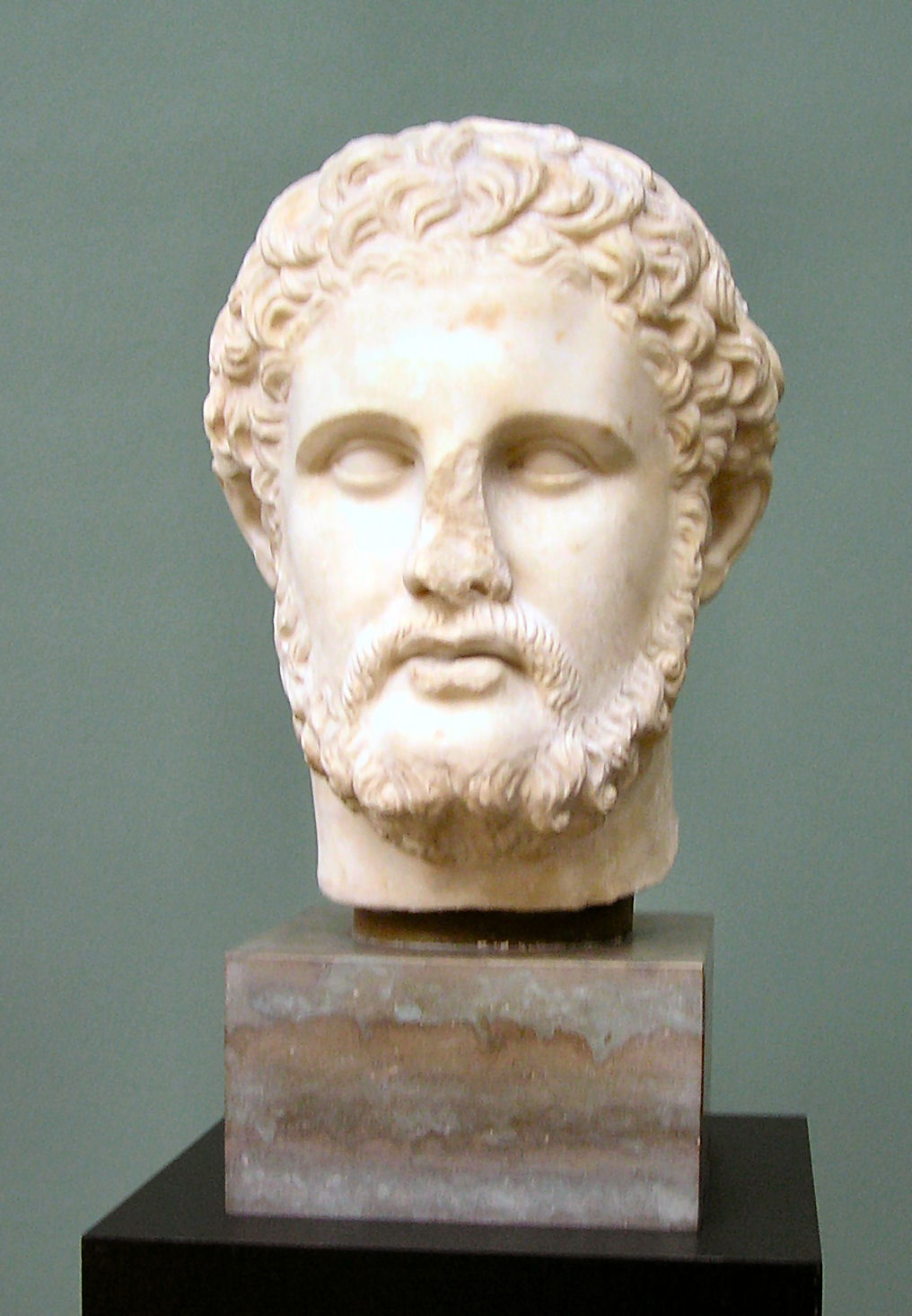
Alexandrosz apjának, Philipposznak a mellszobra

Miután Philipposz visszatért Büzantionból, Alexandroszt egy kisebb sereg élén egy újabb felkelés leverésére küldte, ezúttal Trákia déli részére. Egy másik hadjárat során, amelyet Perinthosz (vagy Poteidaia) városa ellen vezettek, Alexandrosz a beszámolók szerint megmentette apja életét. A történet szerint a város eredménytelen ostroma közben Philipposzra saját görög zsoldosai támadtak, akik közül az egyik lándzsájával leszúrta őt. Philipposz halottnak tettette magát, amint a zsoldosok körbevették, Alexandrosz pedig segítségére sietett, egymaga megölte a zsoldosokat, és pajzsával védte meg apját. Azonban még évekkel később is keserűen gondolt vissza erre az eseményre, ugyanis apja soha nem ismerte őt el ezért a tettéért. Ezután Philipposz visszaküldte fiát Pellába, hogy folytassa a kormányzást, ő maga pedig a Duna mentén harcolt tovább a szkítákkal, ahol komoly sebesülést szerzett, ezért a királyság irányításának feladata nagy részben Alexandrosz vállaira került.
Eközben Amphissza városának lakói Delphoi közelében Apollón isten szentelt földjét kezdték művelni, ez a szentségtörés pedig a felépülőben lévő Philipposznak újabb ürügyet szolgáltatott, hogy lépéseket tehessen politikai ambíciói és a görög egység megteremtése felé (negyedik szent háború): arra utasította fiát, hogy kezdjen el sereget gyűjteni egy, a rivális görög poliszok elleni hadjárathoz. Megtévesztésképp azonban azt híresztelték, hogy az illírek ellen készülnek hadjáratra, ami túl jól sikerült, ugyanis az illírek fellázadtak, de Alexandrosz hamar győzelemre vezette ellenük a makedón sereget. I. e. 338-ban Philipposz is csatlakozott hozzájuk, majd délnek vették az irányt. A thermopülai-szoros thébai helyőrsége nehezen adta meg magát, nemsokára azonban már az Athéntól és Thébaitól mindössze néhány napnyi útra lévő Elateia városát is elfoglalták. Mindeközben a Démoszthenész által vezetett athéniak megszavazták, hogy Thébaival szövetségre akarnak lépni a Makedónia elleni háborúban. Philipposz is megpróbált a thébaiakkal szövetkezni, azonban azok végül Athén oldalára álltak. Philipposz ezután (elméletileg az amphiktüonia kérésére) Amphisszánál elfogta a Démoszthenész által küldött zsoldosokat és megadásra kényszerítette a várost. Visszatérve Elateiába megtette végső békeajánlatát Athénnak és Thébainak, amelyet azonban visszautasítottak.

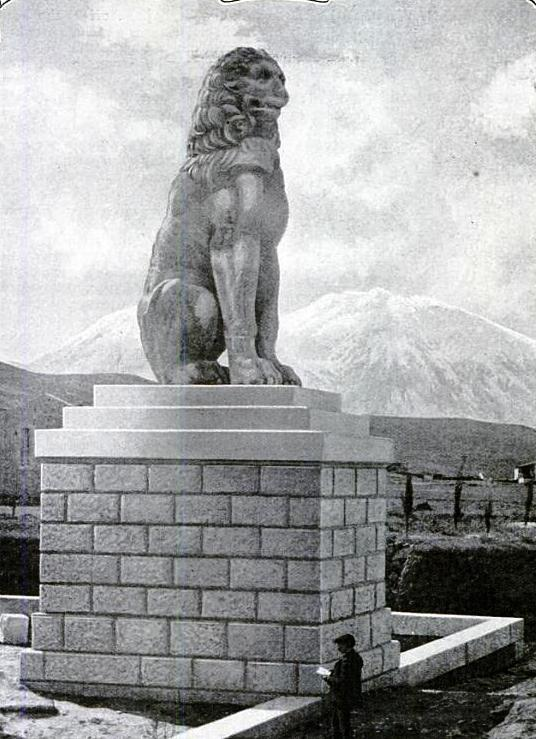
Khairóneiai oroszlán, amelyet a thébaiak emeltek a khairóneiai csatában elesett társaik emlékére

Philipposz tehát Athén és Thébai felé vette az irányt, az egyesített athéni-thébai sereg elleni döntő csatára pedig a boiótiai Khairóneia városának a síkján került sor. A csatában Philipposz vezette a sereg elit csapatokból álló jobb szárnyát, Alexandrosz pedig a király legjobb hadvezéreinek segítségével a sereg bal szárnyát. Az ókori források hosszú ideig tartó elkeseredett küzdelemről írnak. Aztán végül társaival sikerült áttörniük a velük szemben álló thébaiak arcvonalát, Philipposz viszont még fia javára sem volt hajlandó lemondani a dicsőségről, így ő is támadásba lendült, és végül ő futamította meg az ellenséget. A csatában az utolsó emberig lemészárolták a thébai szent csapatot, a thébaiak elit egységét, amelynek emlékére egy hatalmas kő oroszlánszobrot emeltek a város lakói, és ez a mai napig őrzi a tömegsírjukat.
A khairóneiai csata után Alexandrosz Antipatrosz mellett (aki Philipposz legtapasztaltabb diplomatája volt) részt vett az Athénnal folytatott béketárgyalásokon. Ekkor már a nyilvánosság előtt is komoly szerepet kapott, és trónörökösi pozíciója látszólag megkérdőjelezhetetlen volt. Philipposz és Alexandrosz ellenállás nélkül vonult be a Peloponnészoszi-félszigetre, ahol a városok nyitott kapukkal fogadták őket. Amikor azonban Spártához értek, megtagadták tőlük a belépést, ezért egyszerűen továbbálltak. Philipposz meghívta a görög városállamok képviselőit Korinthoszba – egyedül Spárta nem fogadta el a meghívást –, ahol létrehozta a Pánhellén (vagy Korinthoszi) Szövetséget a görög–perzsa háborúk perzsa-ellenes Iszthmoszi Szövetségének mintájára. Philipposzt megválasztották a szövetség hégemónjának (legfőbb parancsnokának), aki bejelentette a Perzsa Birodalom elleni megtorló háború tervét, amelyben saját magának szánta a vezető szerepet. Talán túlzás volt Xerxész másfél évszázaddal korábbi tetteiért visszavágni, azonban ez az egyáltalán nem új gondolat segített hosszú idő után újra egységbe kovácsolni a görögöket. I. e. 337-ben hivatalosan is megküldték a hadüzenetet, amihez a keleti fronton nagyon kedvező volt a helyzet, ugyanis a nem sokkal korábban elhunyt III. Artakhsaszjá perzsa király utódjának, IV. Artakhsaszjá nagyon ingatag volt a pozíciója, két szatrapiában – Babilonban és Egyiptomban – pedig felkelés tört ki.

#### Száműzetése és visszatérése
Miután Philipposz visszatért a makedón fővárosba, Pellába, beleszeretett a nála jóval fiatalabb Kleopátra Eurüdikébe, Attalosz nevű hadvezérének unokahúgába, és össze is házasodott vele. Ez a házasság gyengítette Alexandrosz trónörökösi pozícióját, ugyanis ha Kleopátra Eurüdikétől fia született volna apjának, akkor lett volna egy anyai és apai ágon is makedón trónvárományos, miközben ő csupán félig volt makedón származású. Attalosz az esküvői lakomán részegen arra biztatta a makedónokat, imádkozzanak az istenekhez, hogy Kleopátrától a királyságnak törvényes örököse szülessen. Alexandrosz erre magából kikelve felkiáltott: „Te gazfickó, mi a te szemedben talán csak fattyak vagyunk?” – és serlegét Attalosz fejéhez vágta. Philipposz erre kivont karddal fia felé rohant, de mindkettőjük szerencséjére a dühtől és a bortól megtántorodva elesett. Alexandrosz ekkor gúnyosan felkiáltott: „Ez akar átkelni, emberek, Európából Ázsiába, de egyik pamlagtól a másikig elvágódik!” Erről az anekdotáról azonban egyedül Plutarkhosz tesz említést, ő viszont a kronológiailag később következő illíriai tartózkodás utánra teszi, ezért a hitelessége erősen megkérdőjelezhető.
Alexandrosz az összetűzést követően elhagyta az udvart anyjával együtt, akit az épeiroszi fővárosban, Dodonában élő fivérénél hagyott. Ő maga Illíria felé folytatta útját, ahol az illírek királya menedéket adott neki, és annak ellenére élvezhette vendégszeretetét, hogy néhány évvel korábban csatát nyert népe ellen. Hat havi száműzetés után tért vissza Makedóniába a család barátjának, a korinthoszi Démaratosznak a közbenjárására.
A következő évben a káriai satrapa, Pixodarosz, házassági ajánlattal fordult Philipposz Arrhidaioszhoz, Alexandrosz gyengeelméjű féltestvéréhez: lánya kezét ígérte neki oda. Olümpiasz és Alexandrosz több barátja is azt gondolta erről a fejleményről, hogy Philipposz így próbálja Arrhidaioszt megtenni örökösének, ezért önhatalmúlag felvette a kapcsolatot a káriai satrapával, és egy Thesszalosz nevű korinthoszi színészt küldött hozzá, hogy meggyőzze őt, féltestvére helyett Alexandrosznak adja lánya kezét. Amikor Philipposz tudomást szerzett erről, fiát a legdurvább szavakkal szidalmazta, és több barátját is száműzte (Harpaloszt, Nearkhoszt, Ptolemaioszt és Erigüioszt is), valamint megparancsolta a korinthosziaknak, hogy bilincsbe verve hozzák el neki Thesszaloszt.

### Makedónia királyaként

II. Philipposz makedón birodalma

#### A trón megszerzése
I. e. 336 tavaszán megindult az expedíciós haderő Kis-Ázsia felé, ezzel egyidejűleg pedig Philipposz bejelentette Alexandrosz egyetlen édestestvérének, Kleopátrának, és Olümpiasz fivérének, az épeiroszi Alexandrosznak az esküvőjét. Az ünnepségeket októberben, Aigaiban tartották, ahol Philipposz az egész Görögországból egybegyűlt vendégek előtt el akarta oszlatni azokat az aggodalmakat, miszerint zsarnok lenne, ezért testőreit (akik a zsarnokság jelképei) látványosan távol tartotta magától. Ekkor azonban egy Pauszaniasz nevű testőre halálos merényletet követett el ellene. Pauszaniasznak Philipposz hadvezérével, Attalosszal volt személyes viszálya, azonban a sérelmeiért Philipposztól kapott elégtételt kevesellte, ezért fordult ellene. A teljes igazság ennél bonyolultabb lehetett, hiszen többekről nyíltan állították, hogy részesei voltak az összeesküvésnek, a makedón udvar kibogozhatatlan politikai intrikái miatt azonban nem tudhatjuk, pontosan miért történt a merénylet.
Alexandrosz i. e. 336-ban, közvetlenül apja halála után lépett trónra, de a hatalomátvétel pontos körülményei tisztázatlanok. Philipposz halála után a palotában tartózkodó nemesség egy része azonnal őt kiáltotta ki királynak, és feltehetően egy Aigaiban tartott általános gyűlésen is uralkodónak ismerték el. A források említést tesznek egy formális gyűlésről néhány nappal később, amikor Alexandrosz már királyként lépett a nép elé, és ígéretet tett apja politikájának folytatására, Antipatrosznak pedig sikerült elérnie, hogy a hadsereg is királyként tekintsen Alexandroszra. A gyilkosságban vétkeseket és a lehetséges trónkövetelőket (köztük Amüntaszt, Attaloszt és Airoposz fiait) kivégezték vagy megölték, az önkéntes száműzetéséből visszatérő Olümpiasz pedig Philipposz utolsó feleségét, Kleopátra Eurüdikét, és tőle született lánygyermekét, Európát is elevenen elégettette. A gyengeelméjű Philipposz Arrhidaioszon kívül Alexandrosz maradt az egyetlen férfi az argoszi dinasztiából.
A makedón hegemóniával szembeni elégedetlenséget jól mutatja, hogy Philipposz halálának hírére komoly mozgalmak indultak Görögország déli részén. Alexandrosz azonban azonnal határozottan, de önmérséklettel cselekedett: először megválasztatta magát a Thesszáliai Szövetség arkhónjának (ezt a címet apja is birtokolta), majd az amphiktüonia vezetőjének. Ezután a thébaiakat is jobb belátásra bírta, mire az athéniak is jobbnak látták, ha szövetségesek nélkül nem szállnak szembe Makedóniával. A Korinthoszban összeülő szünedrion (főtanács) megerősítette Alexandroszt az apja által teremtett tisztségben: a görögök vezére a Perzsia elleni háborúban. A Korinthoszi Szövetség pedig a Philipposz által teremtett alapelvek alapján működött tovább. Alexandrosz távollétében a szövetség tényleges vezetője Antipatrosz lett.

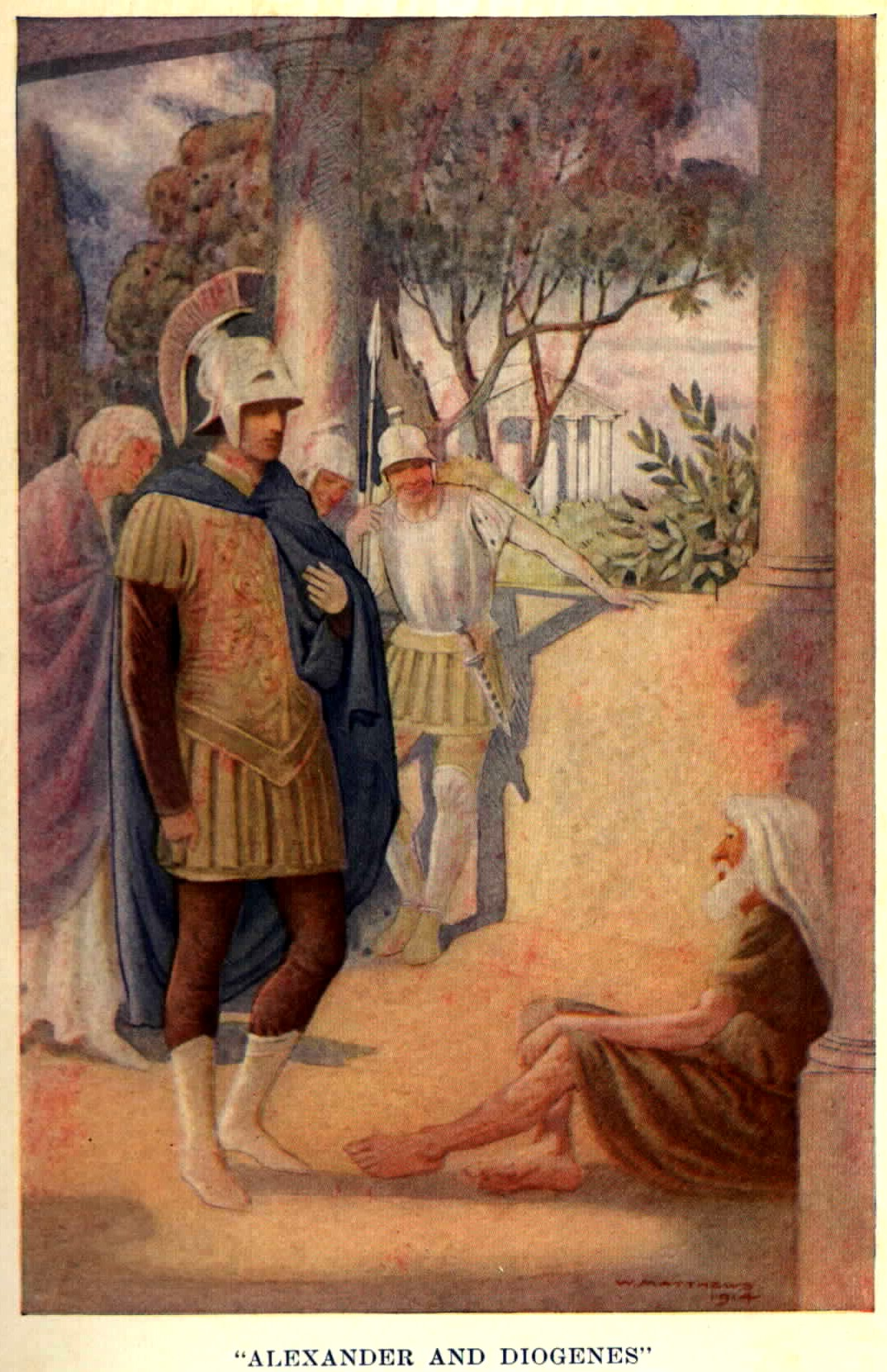
Alexandrosz meglátogatja Diogenészt Korinthoszban (W. Matthews, 1914)

Ehhez a korinthoszi látogatáshoz kapcsolódik az egyik legismertebb anekdota Alexandrosszal kapcsolatban: a szövetség megújításának alkalmából sok államférfi és filozófus kereste fel, hogy szerencsét kívánjon neki; Alexandrosz azt remélte, hogy a szinópéi Diogenész is keresi majd, aki akkor éppen Korinthoszban tartózkodott. De az ügyet sem vetett rá, ezért aztán ő maga kereste fel. Diogenész éppen a napon sütkérezett. Kissé felemelkedett helyéről, amikor látta, hogy többen tartanak feléje, és rámeredt a királyra, aki üdvözölte, és megkérdezte, kíván-e tőle valamit, így szólt: „Állj egy kicsit odébb, ne fogd el előlem a napot.” Ez annyira meglepte Alexandroszt, és annyira csodálta Diogenész büszkeségét, hogy távozva, amikor a kíséretében levők nevettek és gúnyolódtak a bölcsön, csak ennyit mondott: „Ha nem volnék Alexandrosz, Diogenész szeretnék lenni.”

#### Abalkánihadjárat
I. e. 336 őszén Alexandrosz annak tudatában, hogy Dél-Görögországban minden a legnagyobb rendben van, visszatért Makedóniába, a következő év tavaszán pedig elindította hadjáratát a Makedóniától északra élő trák törzsek és a nyugatra élő illírek ellen. Mielőtt ugyanis Ázsiába indult volna, kívánatos volt egy erődemonstráció ezek ellen a népek ellen, hogy tisztában legyenek azzal, hogy bár az erős Philipposz királyt a fiatal Alexandrosz váltotta, a királyság nem gyengült meg. Alexandrosz 15 000 katonájával komoly ellenállással találta szembe magát, azonban így is gyorsan sikerre vitte a hadjáratot. Elérte a triballoszok királyságát (a mai Bulgária északi részén), akik ellen gyors és megsemmisítő győzelmet aratott. A Duna-delta egyik szigetére, Peukéra, menekülő lakosságot és a hozzájuk csatlakozó gétákat pedig még a vad sodrású folyón átkelve is üldözte, míg végül a triballoszok behódoltak neki. E haditett nyomán követségek sora indult Alexandroszhoz a környező népektől, és sikerült elérnie, hogy távollétében is biztosítva legyen ennek a vidéknek a nyugalma. Ezt követően a lázadó illírek földjére száguldott seregével, ahol újabb határozott győzelmekkel élete végéig sikerült megelőznie minden további felkelést az északi területeken. Ezekben a hadjáratokban Alexandrosz taktikai újításaival, előrelátó tervezésével, gyorsaságával és pszichológiai hadviselésével mind páratlan rátermettségét bizonyította.
Az északi hadjárattól távol eső déli részeken azonban lábra kapott az a szóbeszéd, hogy Alexandroszt meggyilkolták. A makedón dominancia ellen hosszú idő óta küzdő Démoszthenész az athéni népgyűlés előtt még egy, a király halálát igazoló szemtanút is bemutatott. Thébaiban a hír hallatára lázadás tört ki, és ostrom alá vették a város fellegvárát, a Kadmeiát. Eltörölték a Philipposz által hatalomra segített oligarchikus kormányzatot, s már demokratikus rendszerben határoztak arról, hogy szembeszállnak a makedón hatalommal. A thébaiak az i. e. 336-ban trónra lépett III. Dárajavaus perzsa király anyagi támogatását is élvezték, így fel tudták teljes polgárságukat fegyverezni. Éliszben is kisebb forradalom zajlott.

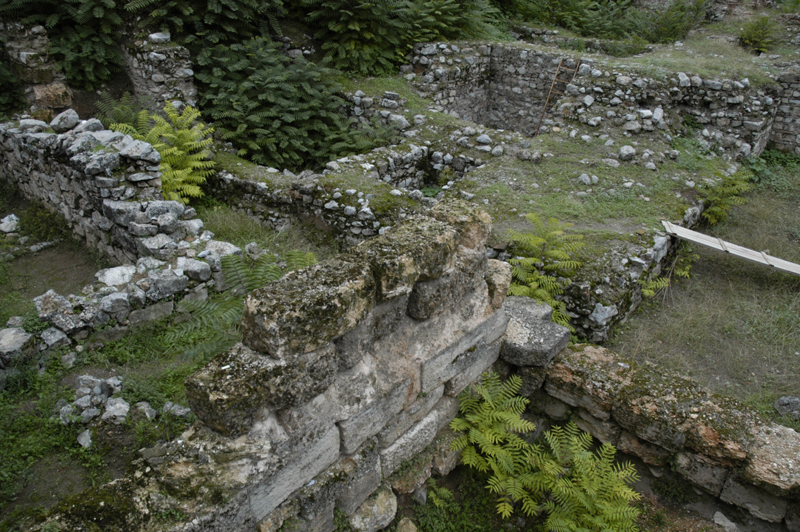
Thébai erődjének, a Kadmeiának a romjai

Alexandrosz közel félezer kilométerre volt a lázadástól, katonái sem voltak frissek, azonban a helyzet súlyosságára való tekintettel 13 napos erőltetett menettel sikerült a helyszínre érkeznie csapataival. Lehetőséget adott a thébaiaknak arra, hogy visszatérjenek a Korinthoszi Szövetségbe, azonban a reakciók ellenségesek voltak. A thébaiak szemében Alexandrosz zsarnok és elnyomó volt, míg a perzsa király a poliszok szabadságának védelmezője. Természetesen nem volt lehetőség kompromisszumra. A thébaiak a végsőkig kitartottak, a várost pedig megdöbbentő vérontás közepette foglalták el. A mészárlásban, amelyben több mint 6000-en pusztultak el, Thébai hagyományos ellenségei (Phókisz, Theszpiai, Plataia és Orkhoménosz) is részt vettek, akiknek részvételével az ostrom után összehívták a korinthoszi szövetség ad hoc gyűlését, amelyen az események gyorsaságára való tekintetettel a többi görög városállam delegátusa nem tudott részt venni. Ez a – Thébai ellenségeiből álló – gyűlés határozott tehát az életben maradottak sorsáról. A vita során még Thébai hajdani perzsabarátságát is felhozták Xerxész hadjárata idején, és az ítélkezők felelevenítették az Iszthmoszi Szövetség esküjét, hogy meg fogják büntetni a várost. A kíméletlenül szigorú döntés értelmében, amelyet így kegyes tettnek állíthattak be, a mintegy 30 000 thébai túlélő rabszolgasorsra jutott, a várost a Kadmeia erődjének, a templomoknak és a Alexandrosz által nagy becsben tartott Pindarosz házának a kivételével lerombolták, területét pedig szétosztották szomszédai között. Alexandrosznak tehát úgy sikerült neki igen kedvező döntést elérnie, hogy még csak nem is ő hozta az ítéletet. Görögország egyik legtekintélyesebb városának ilyen módon való elpusztítása későbbi perzsa hadjáratai idején kiváló elrettentésnek bizonyult az esetleges további felkelésekkel szemben.
Alexandrosz a város lerombolása után tanúbizonyságot tett a nőkkel szembeni tiszteletéről is, amikor megkötözve a színe elé hoztak egy Timokleia nevű asszonyt, akit hadserege egyik trák tisztje annak ellenére megerőszakolt, hogy a király kifejezetten megtiltotta a nőkkel szembeni erőszakot. Timokleiát azért fogták el, mert a szörnyű tett után megölte a tisztet: amikor az megkérdezte tőle, van-e valahol elrejtett aranya vagy ezüstje, beismerte, hogy van, és a trákot a kertbe vezette, ott egy kútra mutatott, és azt mondta, hogy a legértékesebb kincseit a város elfoglalásakor oda dobálta be. A trák behajolt a kútba, hogy megnézze a helyet, az asszony pedig ekkor a háta mögé került, belelökte a kútba, és köveket dobált rá. Alexandrosz megkérdezte Timokleiától, hogy kicsoda, mire ő azt felelte, hogy annak a Theagenésznek a nővére, aki a görög szabadságért harcolva esett el a Philipposz ellen a khairóneiai csatában. Alexandrosz csodálkozva hallgatta válaszát, majd megparancsolta, hogy gyermekeivel együtt eresszék szabadon.
A lázadással korábban szimpatizáló városok hanyatt-homlok próbálták visszaállítani korábbi álláspontjukat. Az athéniak is ismét Alexandrosz kegyeit keresték, ő azonban követelte Démoszthenész és hét további makedón-ellenes uszító államférfi és hadvezér kiadatását (köztük Lükurgoszét, Polüektoszét és Kharidémoszét is). Démadésznek azonban sikerült meggyőznie Alexandroszt, hogy álljon el ettől a szándékától, ugyanis a Perzsia ellen készülő háborúban nagy szüksége van az athéniakra.

### Perzsia meghódítása

#### Kis-Ázsia
A Perzsa Birodalom volt Alexandrosz korában a Föld legnagyobb területű hatalma: magában egyesítette Egyiptomot, Szíria és Palesztina vidékét, Kis-Ázsia nagy részét, Mezopotámiát és a tágabban értelmezett iráni területeket egészen az indiai határig. Miután erődemonstrációjával Alexandrosz biztos hátországot teremtett a Perzsia elleni hadjárathoz, i. e. 334 tavaszán megindult Kis-Ázsia felé, hogy egyesüljön a Parmenión vezetése alatt már a Hellészpontosznál tartózkodó pánhellén expedíciós haderőkkel. Hadseregének méretéről a különböző források eltérő adatokat közölnek, ennek ellenére elmondhatjuk, hogy számuk közelítette az 50 000-et. Seregében zömmel makedónok és egyéb görögök voltak, a lovasság (hetairosz) az előbbiek, illetve a thesszáliaiak közül kerültek ki, míg a gyalogságban a szabad makedónok (pezetairosz) és a többi görög polisz nehéz fegyverzetű hoplitái harcoltak. Rajtuk kívül igen jelentős számú idegen, trák és illír zsoldosa is volt, főként ezek adták a könnyű fegyverzetű, íjakkal, gerelyekkel és parittyákkal felszerelt, támogató szerepű segédcsapatot, a peltasztészokat. Alexandrosz i. e. 334 májusában kelt át a Hellészpontoszon hadseregével, mindössze 160 gálya segítségével. Ebben az időben a perzsáknak az Égei-tenger déli vizein cirkáló hajóhada 400 hajót számlált, ez is jól mutatja a Perzsa Birodalom szervezetlenségét ez idő tájt, valamint azt, hogy a birodalom érdekszférájába tartozó tengereken a nagy távolságokat a perzsa flotta nem volt képes teljes mértékben lefedni. Amíg a sereg hosszadalmasnak ígérkező szállítása zajlott a hellészpontoszi tengerszorosban, Alexandrosz elment Trója városába, hogy tisztelegjen a trójai háborúban harcolt ősök emléke előtt. Meglátogatta Akhilleusz és Patroklosz állítólagos síremlékét (Akhilleion) és Athéné istennő templomát is.

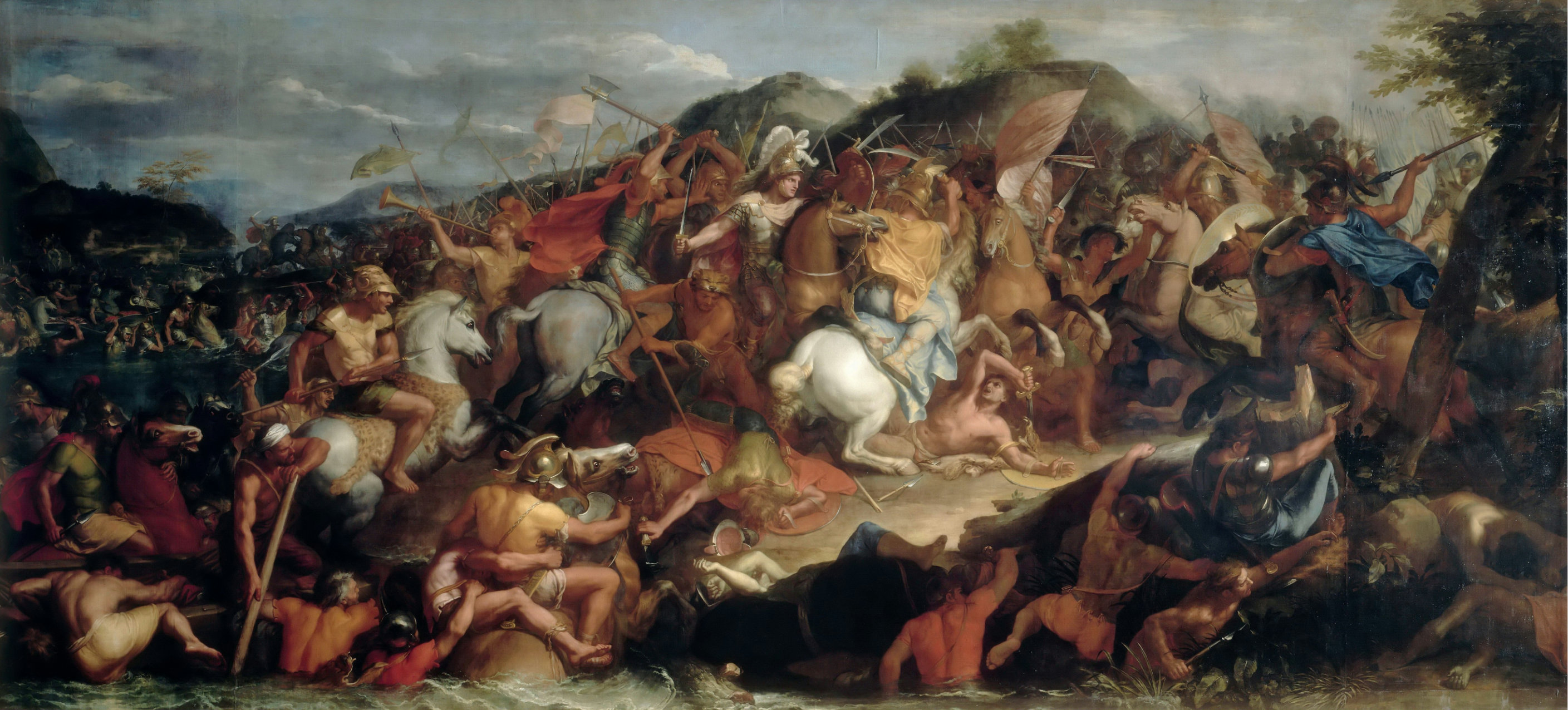
Átkelés a Granikosz folyón (Charles Le Brun)

Először a Graniko folyónál találkoztak a perzsa haderőkkel, akiket a rhodoszi Memnón vezetett. Memnón maga is görög volt, vele együtt a perzsa király szolgálatában nagyon sok görög zsoldos szolgált, akik ellenszenvet tápláltak Alexandrosz iránt, zsarnokként és a poliszok szabadságának eltiprójaként tekintettek rá, ezért harcoltak görög honfitársaik ellen, egy-egy csatában ők tartottak ki a legtovább. A király ezekkel mint árulókkal keményen bánt el, ha a fogságába estek, de később sok görög zsoldos állt a makedónok vezette táborba, apasztva ezzel Dareiosz seregének ütőerejét, hisz rajtuk és a „halhatatlanok” elit csapatán, valamint a lovasságon kívül a többi perzsa katona nem rendelkezett számottevő harci tudással.

Annak ellenére, hogy a perzsák oldalán szolgáló görög zsoldosok is használták a phalanx felállást, mégsem voltak igazán hatékony harcosok Alexandrosz ellen. A thébai példára megszervezett makedón stílusú phalanx a hadviselés új formáját képviselte ekkor. Ez elsősorban Alexandrosz apjának, Philipposznak tulajdonítható, aki túszként élt Thébaiban, az akkori vezető katonai hatalmat képviselő poliszban. A klasszikus görög phalanxban viszonylag rövid (2-3 m) lándzsákat használtak és nagy, nehéz pajzsokat, amely a közelharcban jó védelmet biztosított. Ezzel szemben a mozgásuk nagyon lassú volt és egészen közel voltak az ellenséghez harc közben. Philipposz megreformálta ezt a harcmodort, méghozzá úgy, hogy a pajzsok méretét és súlyát csökkentette, ugyanakkor a megszokottnál jóval hosszabb, akár 5 métert is meghaladó lándzsákat, ún. szarisszákat alkalmazott, így az ellenséget még távolabb lehetett tartani.

Alexandrosz seregében emellett szerves részt alkotott a görög harcmodorban korábban szinte ismeretlen lovasság. A lovasok a hajlított, egyélű, kopisz nevű kardot használták, ez ívelt pengéje, és a csúcsában lévő súlypontja miatt rendkívül jó vágóerőt képviselt, horgas végű markolatával könnyen lehetett forgatni a harcban.
A perzsa hadsereg viszont nagyon komplex és hibrid felépítésű volt. Gyalogságuk nem volt képzett, többnyire íjakat használtak, hogy heves nyílzáporral felbomlasszák az ellenséget, így a harci szekerek rohamát lehetővé tegyék. Mivel azonban a harci szekereknek jó terepre volt szüksége, ha ez nem volt adott, a gyalogosoknak kellett volna átvenniük a rohamozás és a biztosítás feladatát, de ezt a perzsa gyalogság fegyelmezetlensége és rossz felszereltsége miatt nem tudta megoldani. Tovább bomlasztotta a perzsa sereg szervezettségét, hogy a csapatok nagyon vegyes etnikai képet mutattak. Perzsák inkább a lovasságban szolgáltak, a gyalogságot jobbára a birodalom meghódolt tartományaiból toborozták, tehát döntően mezopotámiai, kis-ázsiai, kaukázusi, afrikai és közép-ázsiai népekből kerültek ki. A perzsa seregben nem voltak ritkák az etnikai ellentétek ezen népelemek, vagy a görög zsoldosok között, amelyek III. Dareiosz uralkodásakor éleződtek ki legjobban, tekintve, hogy a birodalom ekkor több lázadást is megélt. Seregeinek megsemmisülése után Dareiosz arra kényszerült, hogy még több zsoldost toborozzon, elsősorban a mai Afganisztán, Pakisztán, illetve India területéről, de ezek sem mentették meg.
Alexandrosz győzelmével lehetségessé vált a kis-ázsiai ión városok felszabadítása, amely hadjáratának egyik oka volt. A győzelem után Alexandrosz a terület élére helytartót nevezett ki, és világossá tette, hogy nem szabadítja fel a városokat, hanem makedón területekként elfoglalja.
Lüdiában Alexandrosz harc nélkül vonult be Szardeiszba. Ott felavatta a helyi Zeusz-templomot, lefoglalta a város kincstárát és kifizette az embereit, azután továbbvonult Kis-Ázsia nyugati partjainak legnagyobb városa, Milétosz felé. Az itteni satrapa nem adta fel a várost, bízott abban, hogy a 400 hajóból álló perzsa hajóhad megvédi őket. De Alexandrosz már odarendelte Parmenión testvére, Nikanór vezetésével a 160 hajóból álló flottát, amely elállta az öböl bejáratát, s megakadályozta a perzsák kikötését. Így szinte satuba fogta a várost, amely végül megadta magát.

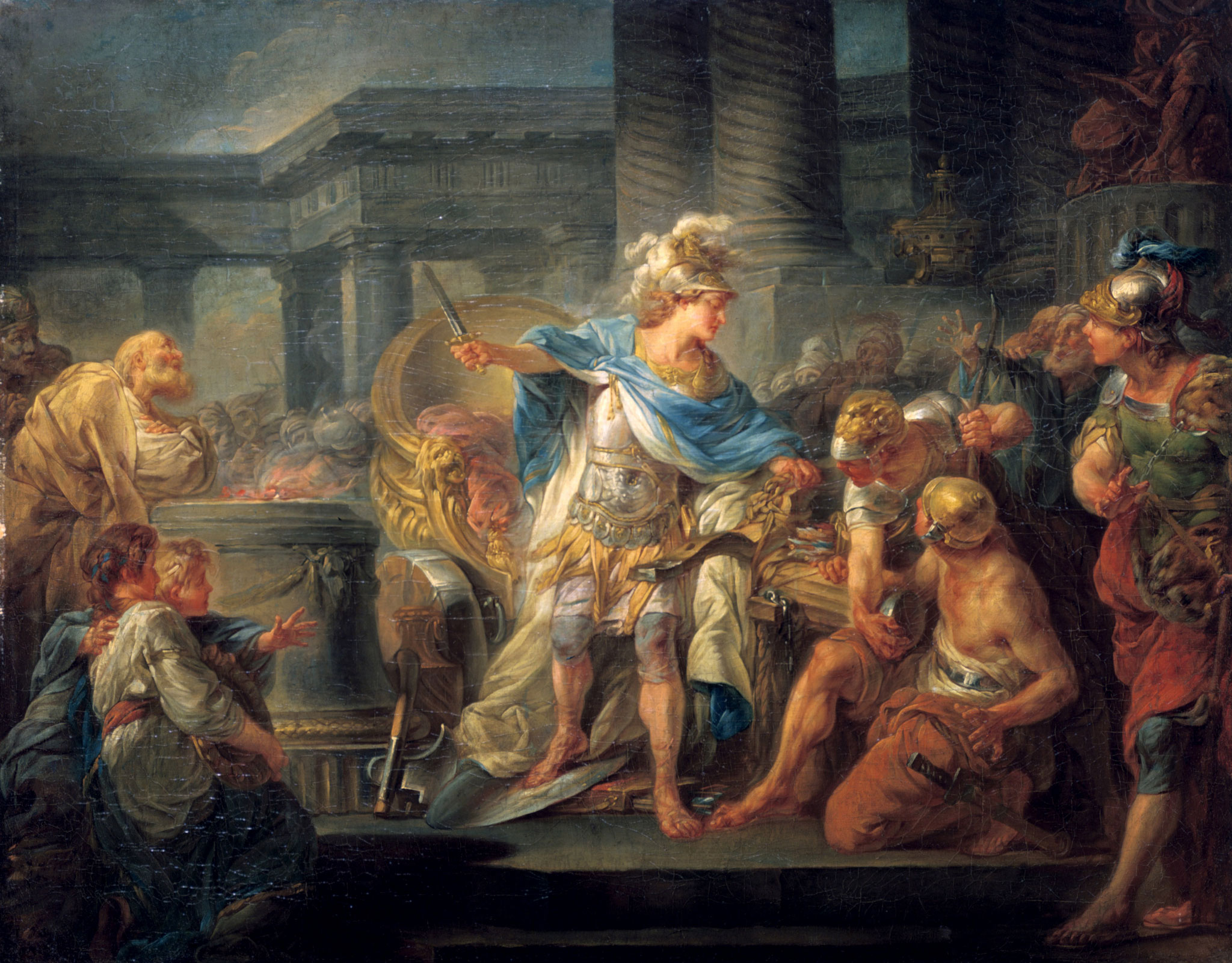
Alexandrosz átvágja a gordiuszi csomót (Jean-Simon Berthélemy)

A perzsák, még mindig Memnón parancsnoksága alatt Kária fővárosában, Halikarnasszoszban gyülekeztek és készültek a város ostromára. A harc Alexandrosz számára nagy veszteségekkel járt, különösen a perzsa oldalon szívósan harcoló görög zsoldosok miatt. Végül áttörte a városfalakat, és Memnón katonái nagy részével hajón menekült el a megszállt városból. Miközben Alexandrosz Halikarnasszoszt Adának, a káriai satrapa lányának ígérte, egy Kária népével kötött szerződéssel biztosította magát. Néhány forrás úgy tudja, hogy Adát adoptálta. Itt tanúsította először nagyvonalúságot a legyőzött népekkel szemben. Rhódoszi Memnón nem sokkal az ütközet után meghalt, s felesége, Bársziné lett Alexandrosz Mégalosz második felesége, akit az nagyon becsült.
A perzsa hadjárat eredeti célját, Kis-Ázsia nyugati partjainak elfoglalását ezzel elérte. Alexandrosz mégis úgy határozott, hogy az expedíciót folytatják. Lükia és Pamphülia partjai mentén a görög sereg semmiféle jelentős ellenállásba nem ütközött. Egyik város a másik után harc nélkül adta meg magát. Alexandrosz a közben már megnagyobbodott flottáját az Ión-tengeren hagyta a jóval nagyobb perzsa ellenében, de ez a kétségesnek látszó taktika is bevált, mert a perzsa flotta nem merte megtámadni a görög hadihajókat, ugyanis a görögök Szidón után Tarszusz városáig nyomultak győztesen előre, szabadították fel a görög kis-ázsiai városokat a perzsa uralom alól, és a perzsa hajóknak nem volt hol kikötniük vízért, élelemért.
Alexandrosz barátját, Nearkhoszt nevezte ki Lükia és Pamphülia helytartójává, Majd i. e. 334/333 telén elfoglalta Anatólia belső területeit. Ő maga délre vonult, hadvezére, Parmenión pedig Szardeisz felé. A két hadsereg Gordionnál, Phrügia fővárosánál találkozott. Itt vágta szét Alexandrosz a legendás gordiuszi csomót egy kardvágással. A csomóról a jósok azt hirdették, hogy aki szétbogozza, az lesz Ázsia ura.
A görögök egy ideig Gordionban maradtak, várva a katonák utánpótlását és a termés betakarítását. A görögök kiéheztetésére való földfelégetési taktikát hogy a rhódoszi Memnón nem engedélyezte, a hódítóknak volt lehetőségük a búza betakarítására. Az i. e. 333 augusztusában betegségben meghalt Memnón, utóda Pharnabazosz lett, és parancsnoksága alatt a perzsák azonnal sereget gyűjtöttek, melyhez már nem annyira görög, sokkal inkább ázsiai zsoldosokat toboroztak, Alexandrosz újra elindult, és Antigonoszt Gordionban hagyta Phrügia helytartójaként, akinek feladata Észak-Anatólia meghódítása, és az utánpótlási vonalak biztosítása volt. Kappadókián át vonult Alexandrosz serege Kilikiába. Ott egy rövid ütközet után elfoglalta Tarszoszt, és októberig ott maradt.

### Az isszoszi csata (i. e. 333)

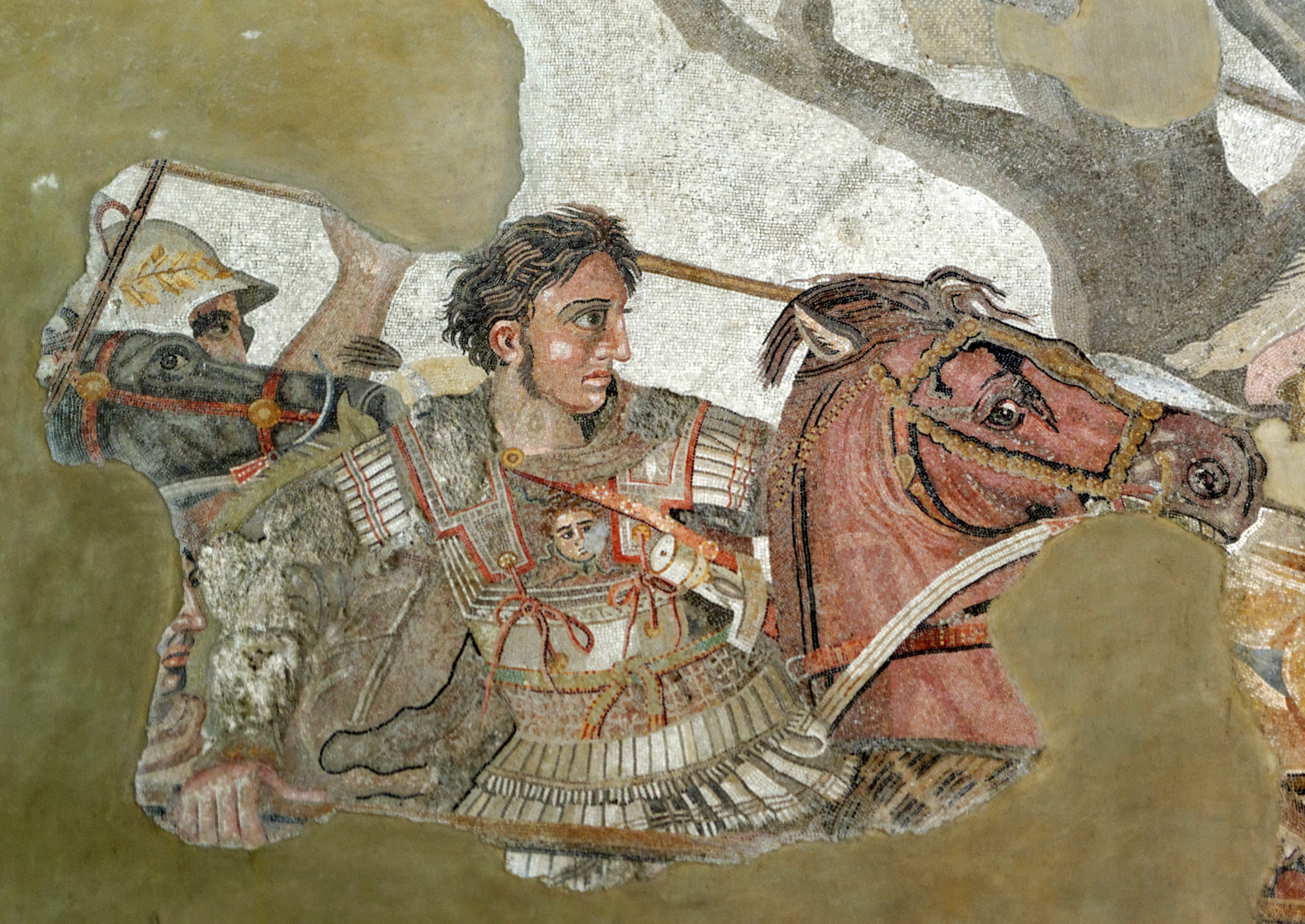
Alexandrosz Bukephaloszon az isszoszi csatában; mozaikrészlet (i. e. 100 körül)

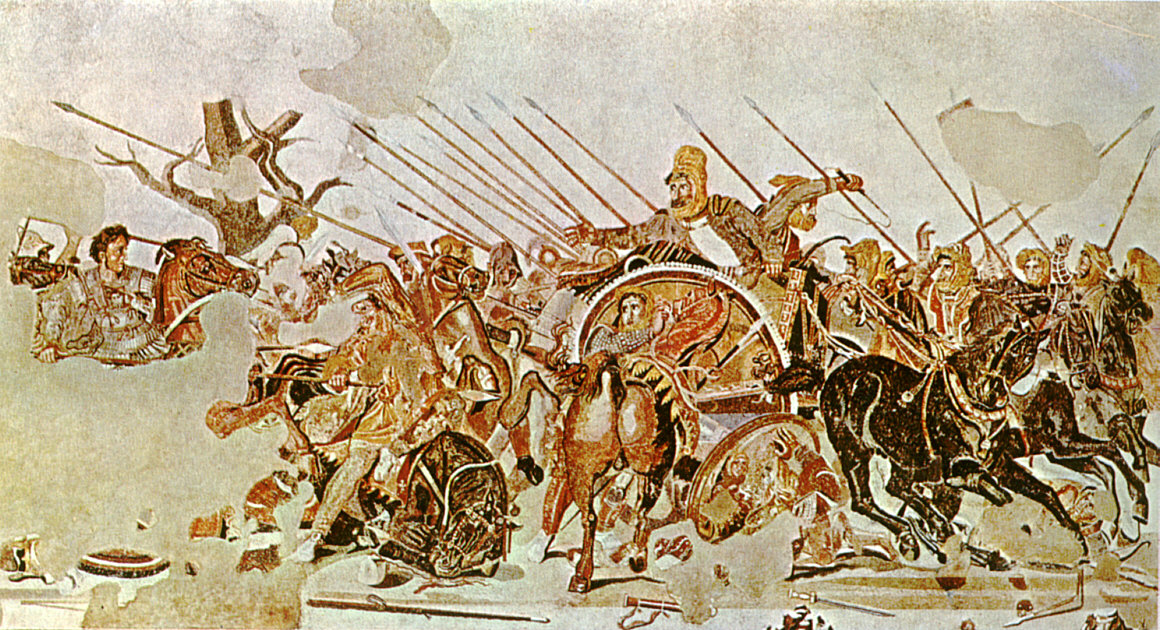
Az isszoszi csata; mozaik (i. e. 100 körül)

Tarszoszban hallotta Alexandrosz, hogy III. Dareiosz a veszélyt felismervén seregét Perzsia belsejéből nyugatra vezeti. Plutarkhosz szerint a perzsa sereg 600 000 katonából állt. Ez a szám első pillantásra is túlzásnak tűnik. Ha a forrásokat nagyon óvatosan kezeljük, akkor a perzsa hadsereg legfeljebb 200-230 ezer emberből, a pánhellén sereg 90 000 katonából állhatott. 
Dareiosznak sikerült Alexandrosz seregét északról megkerülnie, majd az Isszoszi-öblöt elérnie, és miután barbár kegyetlenséggel lemészároltak makedón görög sebesült katonákat, az utánpótlási vonalakat sikerült elvágnia, mindezt azonban már megkésve, mert addigra Alexandrosz serege, és az előrevetett Parmenión vezette hadtest már egyesült. A helyszín nem adott elég kibontakozási lehetőséget a perzsa lovasságnak. A perzsa haderő a szabályos, kétkarú felállásban volt, de lovassága csak a jobboldalán volt. Hadseregük zömét a középen felállított "halhatatlanok" képezték. A görögök seregének centrumában az addig ismeretlen phalanx alakzatban levő szarisszás dárdájú gyalogság volt, tőlük jobbra és balra hüpaszpisztek és peltasztok. Ennek a hadseregnek mindkét oldalán volt lovasság, és a jobbszárnyat maga Alexandrosz vezette. A csatát a perzsák kezdték meg azzal, hogy a lovasságuk átkelt a két sereget elválasztó Pinarosz nevű folyón, és megtámadták a görögök balszárnyát túlerejükkel. Ezalatt a phalanx megindult, és hiába volt borzalmas zaja a perzsák kilőtt nyilainak, a görög gyalogságnak mégis sikerült a túlerő és a folyó dacára áttörniük. Míg a perzsa had a Parmenión által vezetett balszárny ellen indult, a görögök az addig várakozó jobbszárnyukkal személyesen Alexandrosz vezetésével ékalakban hatoltak Dareiosz harci szekere felé. Ez a taktika azért volt kétséges, mert közben Parmenión kezdett alulmaradni a perzsa lovasság ellenében, és a perzsa centrumban harcoló görög zsoldosok egyre sikeresebben kezdték visszaverni honfitársaikat a folyóba. Amikor Alexandrosz szétverte a perzsák balszárnyát, már segíteni tudott a bajba került saját gyalogságán, majd éket vert a perzsa uralkodó személyes védelme irányába. Amikor a perzsák rájöttek arra, hogy Alexandrosz szándéka sietve elmenekíteni onnan Areioszt  igaz, ennek ára a csata elvesztése lett. A perzsák harci szekeres egységei is megsemmisültek. A perzsa uralkodó menekülése olyan rögtönzött volt, hogy a csatatéren hagyta Sziszigambiszt, az édesanyját illetőleg a két lányát. Később békeajánlattal élt, és 10 000 talentum arany váltságdíjat is felkínált Alexandrosznak, aki ezeket visszautasította, megüzenve neki, hogy amaz többé nem az ország ura, aki feltételeket szabhatna. A hölgyekkel később végig gálánsan viselkedett, és megkövetelte a makedónoktól, hogy királyi megtiszteltetésben részesítsék a három nőt.
A csata után harcmentesen vonultak be a mai Damaszkusz területére, ahová a város kitárta kapuit. 7000 málhás állaton érkezett az arany és az ezüst Isszoszba vissza, amit Alexandrosz katonái között szétosztottak. A városban, ahol a görögök ideiglenesen berendezkedtek, legendásak voltak Alexandrosz igazságtevései ("Először helybeli ihat, csak utánuk mi" - meg kell jegyezni, hogy ez valójában általános gyakorlat volt a kutak megmérgezése okán): sok ízben háromszoros tolmáccsal kértek igazságtételt tőle. Alexandrosz egyik első tette az volt új székhelyén, hogy rendbe hozatta az ősperzsa király, Kürosz mauzeuleumát, és a sírhelyet fosztogató saját katonáit nyilvánosan végeztette ki. Kegyelemmel bánt az áruló görögökkel is, akik a perzsa nagykirály elitjében szolgáltak.  
Ezalatt Dareiosz elérte Eufráteszt, és kérte Alexandroszt, hogy kössenek baráti szerződést, és Perzsia felét kínálta fel. Alexandrosz azt válaszolta, hogy ha Dareiosz elébe áll, és őt mint Ázsia királyát ismeri el, akkor teljesíti a kérését; ellenkező esetben készülhet a harcra.  Ekkor már lehetett látni, előbb-utóbb be fog ütni a harmadik nagy ütközet a két világ között.
A csata után Alexandrosz megalapította első városát Ázsiában, amelyet magáról nevezett el: Alexandretta, a mai nevén İskenderun. Itt telepedett le a csata 4000 sebesültje.

### Palesztina meghódítása. Türosz ostroma és Dareiosz második ajánlata (i. e. 333–332)

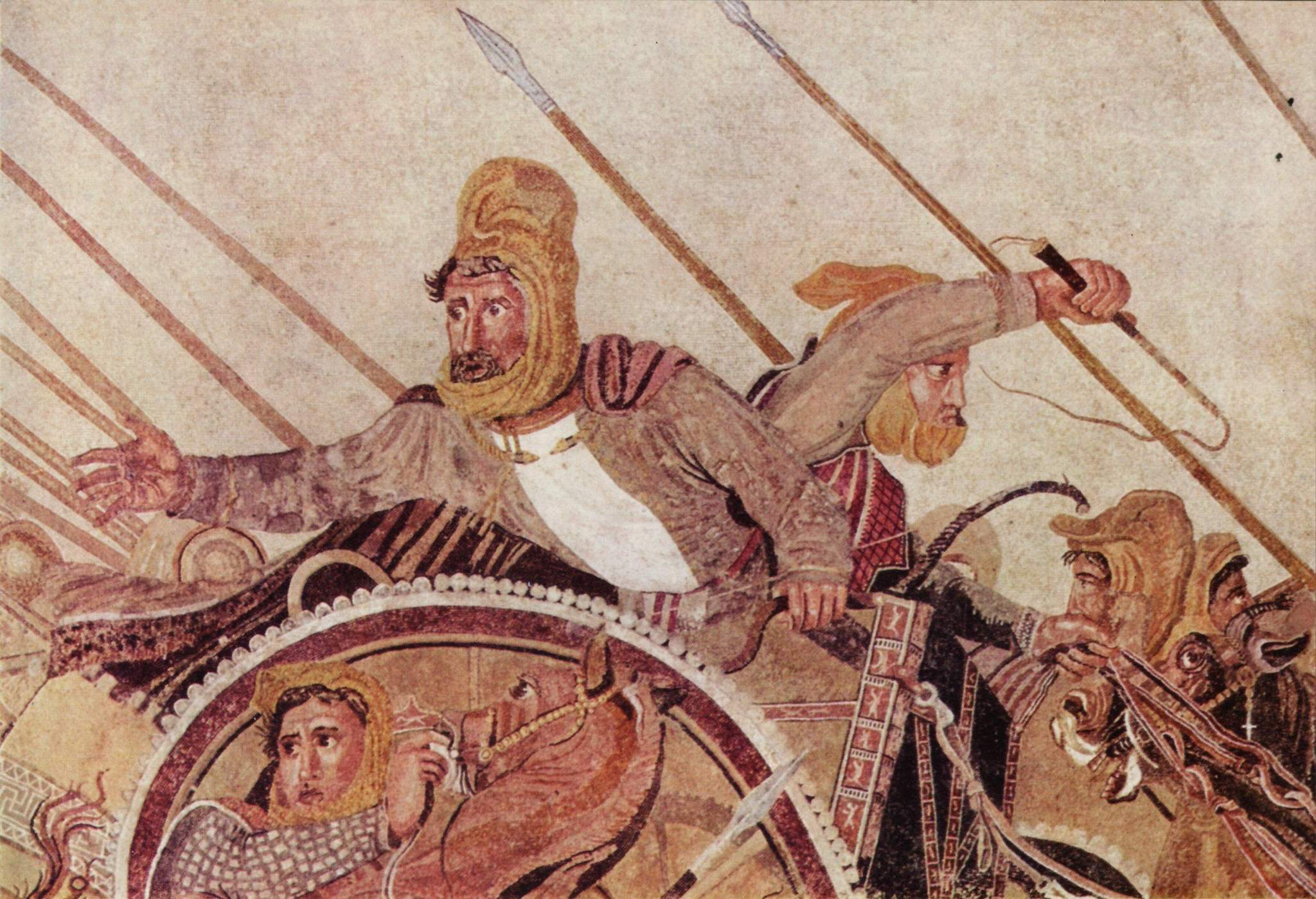
III. Dareiosz az isszoszi csatában; mozaik (i. e. 250 körül)

Az isszoszi csata után Alexandrosz előtt két lehetőség állt: Dareiosz üldözése Perzsia belsejébe vagy a perzsa uralom alatt álló földközi-tengeri partvidék elfoglalása. Pharnabazosz parancsnoksága alá továbbra is egy 400 hajóból álló perzsa flotta tartozott, amely állandóan támadott, amikor a hellén sereg az ország belsejében volt. Alexandrosz a föníciai és egyiptomi perzsa kikötők elfoglalásával vetett véget ennek.
Föníciában Alexandrosz ellenállás nélkül foglalta el Tripolisz (ma: Tripoli), Büblosz, Berütosz (ma: Bejrút) és Szidón (másik nevén: Szaida) kikötőjét. Egyedül Türoszban ütközött ellenállásba. Türosz tárgyalásokat kezdett, de megtagadta Alexandrosztól azt a jogot, hogy a város isteneinek templomában áldozatot mutasson be, mert a városba törvény szerint csak a saját uralkodójuk teheti be a lábát. Ezt ő sértésnek érezte, és jogához ragaszkodva, ostromolni kezdte a várost, amely egy part menti szigeten feküdt, és nem mellesleg a perzsa hajóhad fontos kikötője volt.
Türosz ostroma i. e. 332 januárjában kezdődött, és hét hónapig tartott, míg a görög és a behódolt föníciai városok hajóiból álló flotta az ellenállást meg nem törte. Ez úgy történt, hogy Alexandrosz ismét ismeretlen technikával állt elő, és a szárazföldi Ótüroszt porig rombolta, és a kövekből hidat épített a sziget Újtürosz felé. A Türosz utcáin folyó harcokban több száz görög katona vesztette életét. A csata után Alexandrosz minden férfit megöletett; az utolsó 2000 túlélőt a tengerparton feszítették keresztre, a türoszi asszonyokat és gyerekeket (mintegy 3000 embert) rabszolgának adták el.
Dareiosz egy második üzenetet küldött Alexandrosznak, amelyben az Eufrátesztől nyugatra eső területeket, 10 000 Talentum aranyat és egyik lánya kezét ajánlotta fel, valamint azt, hogy őt ugyanolyan rangú Nagykirálynak ismeri el, cserébe a még mindig makedón fogságban élő családját kérte, s azt, hogy legyen ez elég, és Alexandrosz fejezze be a hadjáratot. Miután az üzenetet meghallották a makedón hadvezérek, Parmenión így szólt: „Ha én Alexandrosz volnék, elfogadnám.” Alexandrosz így válaszolt: „Ha Parmenión volnék, én is.” Ez az eset már jelezte az ifjú király és az idősebb katonák közötti leendő ellentéteket, valamint a fiatal uralkodó elhivatottságérzését.
Alexandrosz megüzente Dareiosznak, hogy nem elégszik meg birodalma harmadával, mikor mindet megszerezheti, és nem elégszik meg kincsei egy részével, mikor mindet megkaphatja.
Türosz elestével minden perzsa hajók által használt kikötő hellén kézre került. A kikötővárosok visszahívták hajóikat, és megfosztották a perzsákat a flottájuktól. A tenger felől többé nem fenyegette veszély Alexandroszt. Dareiosznak írt válaszával világossá tette minden tisztje számára, hogy a Földközi-tenger keleti területeinek meghódítása terveinek csak egy része volt: ő az Akhaimenidák örökségét akarta, az egész perzsa birodalmat, és nem csak egy részét.
Alexandrosz tehát továbbvonult déli irányba, és a következő elfoglalandó város Gáza volt, amely ellenállt a görög hadaknak. A perzsák mellett a környéken élő filiszteusok is részt vettek a harcban. Az ostrom három hónapig tartott és a teljes férfilakosság legyilkolásával ért véget. Batiszt, a város perzsa parancsnokát Alexandrosz egy harci szekérhez kötözve halálra vonszoltatta.

### Egyiptom elfoglalása (i. e. 332–331)
Pelusziumban (ma Port Szaíd) várta őt Mazakész perzsa satrapa, és kinyilvánította Egyiptom kapitulációját. Ezzel megszűnt az ok a katonai beavatkozásra. A hódító sereg Héliopoliszba vonult, ahol Alexandrosz fáraóvá és Ámon-Ré fiává kiáltatta ki magát. Innen továbbment Memphiszbe. Az antik források megemlítik, hogy az út során az érkező görögöket mindenhol felszabadítóként fogadták. Alexandrosz megnyerte az egyiptomiakat azzal a lépésével, hogy hagyta a hatalmi pozíciókat a helyi kormányzó elittel betölteni.
Alexandrosz a Nílus mentén észak felé vonult és i. e. 331 januárjában a Földközi-tenger partján megalapította legjelentősebb városát, Alexandriát, ami később a hellenizmus korában a legfontosabb kulturális központtá avanzsálódott, benne az antik világ legnagyobb könyvtárával, ami páratlan mennyiségű tudásanyagot gyűjtött össze, és fordított görög nyelvre. A város később a hellén majd a római Egyiptom fővárosa lett, és ma is a legnagyobb az Alexandrosz által alapított mintegy hetven város közül.
Márciusban Alexandrosz 600 km-t tett meg a sivatagon keresztül, hogy elérje Ámon isten Szíva-oázisban található jóshelyét. Hogy ott milyen rituális beavatásokban volt része az őt mélyen tisztelő egyiptomi főpapság révén, nem tudjuk. Az ókori források szerint a Zeusszal azonosított Ámon isten kinyilvánította neki származásának titkát: azt hogy ez az uralkodó az ő fia. Mindezek után Alexandrosz „Zeusz fiának” szólíttatta magát. Szívából visszatért Memphiszbe, ott időzött még néhány hétig, majd tovább indult Palesztinába. Arról, hogy eljutott-e az egyetlen afrikai görög városállamba, a később Kadhafi által megsemmisíteni kívánt Kürénébe, nincs forrás, de feltételezhető.

### Perzsia belső területeinek meghódítása (i. e. 331–330)

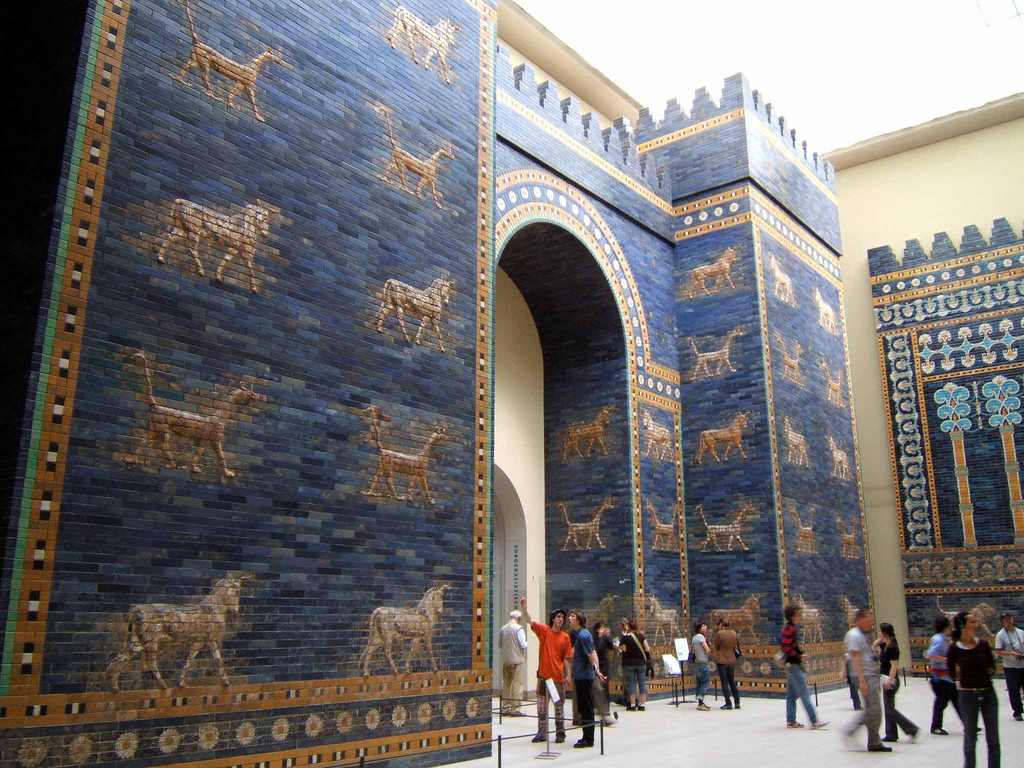
A babiloni Istár-kapu makettje a berlini Pergamon Múzeumban

I. e. 331 májusában Alexandrosz visszatért Türoszba. Itt megparancsolta a város újjáépítését, és szövetséges föníciaiakat telepített le. 15 000 katona érkezett tavasszal Makedóniából, és júliusban Türosznál csatlakoztak hozzá. Így serege 40 000 gyalogosból és 7000 lovas katonából állt.
Alexandrosz kelet felé vonult Szírián át, és elérte az Eufráteszt. A terve az volt, hogy innen dél felé Babilonba vonul, de a perzsa hadsereg Mazaeus satrapa vezetésével elvágta az utat. Alexandrosz kikerülte a sereget, amely nagyobb volt, mint az övé, és tervét megváltoztatva észak felé vonult. Eközben Dareiosz összevonta csapatait Asszíriában, és ez a haderő volt az, amellyel Alexandrosz találkozni akart. I. e. 331 szeptemberében csapata elérte a Tigris folyót.
Szeptember 20-án, közvetlenül a csata előtt, holdfogyatkozás volt, amit a perzsák rossz előjelként fogtak fel. A pánhellén sereg 11 km-re táborozott a perzsák seregétől egy Gaugaméla nevű falu mellett, amely a régi asszír főváros, Ninive romjai közelében volt, s ezért a következő csatát gaugamélai csataként ismerik. Dareiosz nagyszámú seregében igen sok volt az idegen zsoldos. Baktriából (a mai Afganisztánból), valamint Pakisztán és India vidékeiről rengeteg idegen zsoldos érkezett, és harci elefántokat is bevetettek. Október 1-jén a görög és a perzsa sereg ismét összecsapott; a görögök ezúttal is győztek, bár Dareioszt ekkor sem ölték meg, és nem fogták el. Majdnem ugyanaz történt, mint az előző ütközetnél: bár a perzsák létszámbeli fölényben voltak, a perzsa uralkodó nem tartott ki, hanem pánikba esett, és elmenekült. A király menekülése után serege gyakorlatilag megsemmisült. A király rossz stratégiája is hozzájárult a vereséghez. Alexandrosz uralma alá hajtotta a babiloni területeket, és bevonult a világ leggazdagabb városába, Babilonba. Mazaeusz, aki a csata után Babilonba vonult vissza, átadta a várost a makedón uralkodónak, aki az Istár-kapun át lépett be a városba, és kikiáltatta magát „Ázsia királyává”.
Bár a görögök az ázsiaiakat barbároknak tartották, Alexandrosz más szemmel nézte őket. Babilon pompájától elbűvölve parancsot adott az épületek megkímélésére. Megbocsátott Mazaeusznak is, és kinevezte babiloni helytartónak.
Ötheti időzés után Alexandrosz továbbvonult kelet felé, hogy megtámadja Perzsia nagy városait. Szúza harc nélkül adta meg magát. I. e. 330 januárjában foglalták el a görögök a perzsa fővárost, Perszepoliszt. A város számos lakója a hódítók bevonulása előtt öngyilkos lett, vagy megszökött. Alexandrosz katonái a várost kifosztották, és a királyi palotát földig rombolták.

### Dareiosz menekülése és halála (i. e. 330)
Bár Perzsia már Alexandrosz kezében volt, III. Dareiosz király még életben volt, és elmenekült. Miután Alexandrosz megtudta, hogy Dareiosz Médiában van, júniusban követte nyomait északnyugatra, Ekbatana felé. Dareiosz híveinek már nem volt több reményük Perzsia visszaszerzésére. A tökéletes vereség két lehetőséget hagyott: a megadást vagy az élethosszig tartó menekülést Dareiosz kíséretében. A királyi család egyik tagja, Bithanész, elhatározta, hogy Ekbatanában marad, ahol fogadta Alexandroszt, és feladta a várost. Alexandrosz itt újra tanújelét adta nagyvonalúságának, és egy perzsát nevezett ki Média helytartójának.
Dareiosz közben továbbmenekült. Remélte, hogy Baktriában búvóhelyre talál, hiszen ott rokona, Bésszosz volt a satrapa. De Bésszosz elfogatta, és küldöncöt indított Alexandroszhoz. Felajánlotta, hogy Dareioszt átadja a makedónoknak, ha cserébe Baktria szabad marad. Alexandrosz nem tárgyalt, folytatta az üldözést. Bésszosz júliusban megszökött, és túszát magával vitte, de útközben megölette. Dareiosz testét Alexandrosz Perszepoliszba vitette, és ott illendően, királyhoz méltóan eltemettette. Az Akhaimenidák törvényes utódjává őt választották.

### Bésszosz üldözése (i. e. 330–329)
Időközben Alexandrosz belátta, hogy a perzsa birodalom feletti uralom biztosítása érdekében szüksége van a perzsa nemesek támogatására. Dareiosz meggyilkolását felhasználta arra, hogy a perzsákat a Bésszosz elleni bosszúhadjáratra szólítsa fel, aki eközben V. Artaxerxész néven Perzsia Nagykirályává koronáztatta magát. Alexandrosz katonái nem lelkesedtek azért, hogy ősi ellenségük halálát megbosszulják, és hogy a perzsákkal közösen harcoljanak, bár a baktriai harcosok sokat harcoltak (így Gaugamela mellett is) a görög sereggel. Ezen kívül az ország északkeleti része is teljesen ismeretlen volt számukra. Az ottani provinciák, Baktria és Szogdia körülbelül azon a területen feküdtek, ahol napjainkban Afganisztán, Üzbegisztán és Türkmenisztán.
I. e. 330 augusztusában indította el Alexandrosz új hadjáratát, és legelőször Hürkaniát foglalta el, a Kaszpi-tenger déli partjain fekvő perzsa szatrápiát. Ellenfele Oxüartész volt, Dareiosz egyik testvére. Hürkania helyett az Arián keresztül vezető úton indult Baktria felé. Aria szatrapája ekkor Szatibarzanesz volt, aki részt vett Dareiosz elfogásában. Alexandrosz elfoglalta a fővárost, Artakoánát, lakosait eladta rabszolgának, és a várost átnevezte Alexandreiának; mai neve Herát.
Közben Philótasz, Alexandrosz hű vezérének, Parmeniónnak a fia összeesküvést szervezett ellene. Hogy ez valóban igaz volt-e, vagy sem, ma sem világos, bár nem először keveredett gyanúba. Lehet, hogy ez az eset csak ürügyül szolgált Alexandrosz számára, hogy megszabaduljon Parmenióntól, aki kritikusainak szószólójává lépett elő. Az, hogy tisztségükben hagyta a perzsákat, szívesen viselte öltözéküket, valamint egyre több perzsa szokást vett fel, sok görög szemében azt jelentette, hogy egy barbár néppel a kelleténél szorosabb kapcsolatot tart fenn. A perzsákkal szemben tanúsított mérsékelt politikája miatt is háborogtak. Philótaszt a helyszínen kivégezték, noha még a kínpadon is ártatlanságát hangoztatta. Parmenión, aki annak idején a trónra segítette Alexandroszt, Ekbatanában maradt, így valószínűleg sem fia állítólagos összeesküvéséről, sem a kivégzéséről nem tudott. Ennek ellenére Alexandrosz küldöncöt küldött hozzá, és megölette az öreg hadvezért.
A Tarnak folyó mellett megtett fáradságos utazás után érte el Alexandrosz i. e. 329 áprilisában a mai Afganisztán középső területét, ahol megalapította újabb városát, amit szintén Alexandriának nevezett el: Alexandria a Hindukusnál (ma Csárikár). Innen akart a hegyeken átkelve Baktria területére behatolni. Egy legenda szerint megtalálta azt a hegyet, amelyen Prométheusz volt leláncolva.
Amint a hírek megérkeztek Baktriába, hogy Alexandrosz közeledik, és átkelt a Hindukuson, Baktra (ma Balh) lakosai rettegni kezdtek, hogy a várost megbüntetik, ezért elüldözték Bésszoszt. A fáradságos átkelés a hegyeken arra kényszerítette a katonákat, hogy málhásállataik egy részét megegyék. Kimerülten érkeztek Baktriába, és az harc nélkül megadta magát.
Alexandrosz nem sokáig időzött Baktriában, hanem követte Bésszoszt, aki északra az Óxosz folyó (Amu-darja) felé menekült. A 75 km-es menetelés a száraz sivatagon keresztül sokak végzetét jelentette. Bésszosz közben elpusztíttatott minden hajót, amellyel az Amu-darján át lehetett volna kelni, így a görögöknek öt napba telt, míg elég tutajt készítettek az átkeléshez. Azután bevonultak Szogdianába, ami a mai Türkmenisztán területén volt.
Bésszosz kísérete nem akart tovább menekülni. Fellázadtak ellene, elfogták és átadták Alexandrosznak, aki bebizonyította könyörtelenségét, és Bésszosz orrát és fülét levágatta. A megcsonkított foglyot átadta Oxüartésznek, és ő Médiában arra a helyre vitte, ahol Dareiosz meghalt. Ott Bésszoszt keresztre feszítették.
Alexandrosz eközben továbbvonult észak felé és meghódította Szogdia fővárosát, Marakandát (ma Szamarkand). Ezzel a Perzsa Birodalom minden része a kezébe került.

### Alexandrosz Szogdianában (i. e. 329–327)

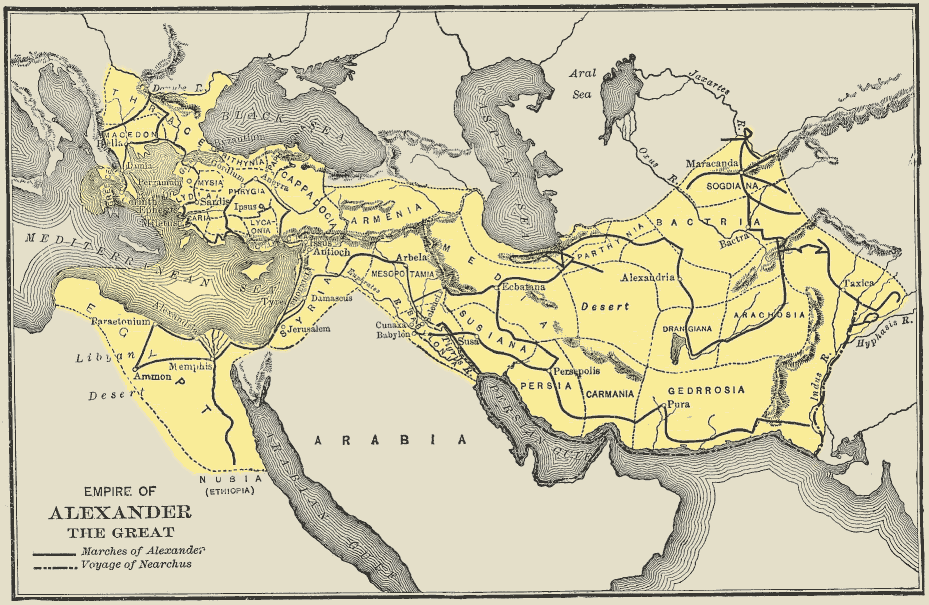
Alexandrosz birodalma (1913-ban kiadott térkép alapján)

Szamarkand elfoglalása után Alexandrosz továbbvonult egészen a Szir-darjáig és ott i. e. 329 májusában egy újabb várost alapított, Alexandria Eszkhatét, vagyis a Legtávolabbi Alexandriát, a mai Hudzsand Tádzsikisztánban. Ez idő tájt Szogdiana népe fellázadt Alexandrosz ellen. A lázadás vezetője Szpitamenész volt, aki elárulta és Alexandrosznak átadta Bésszoszt. A szogdok, akik Alexandroszt örömmel üdvözölték, most úgy látták, hogy az egyik idegen elnyomást a másik váltotta fel, és lemészárolták a város védelmére hátrahagyott görög katonákat. Alexandrosz összevonta csapatait és az egyik lázadó várostól a másikig vonult, hetet közülük megostromolt és megölte a városban lakó összes férfit, amivel elrettentő példát statuált. Közben Szpitamenész visszafoglalta Marakandát, ám Alexandrosz újra elfoglalta. Szpitamenész elmenekült. Mivel a serege legyengült és erősen megfogyatkozott, Alexandrosznak abba kellett hagynia az üldözést. Bosszúból azoknak a parasztoknak falvait és szántóföldjét felperzselte, akik a szogd felkelésben részt vettek. i. e. 329/328 telén a déli méd területekre vonult vissza és várta új seregét, amely nyugatról sikeresen meg is érkezett.
i. e. 328 elején Alexandrosz visszatért Szogdianába. A források szerint az Amu-darjánál egy újabb Alexandriát alapított, ami talán a mai Ai Khanum településnek felel meg. A szogd felkelők elleni harc egy évig tartott. Az első hónapban bebizonyosodott, hogy Szpitamenész hívei nem adják fel egykönnyen a harcot. A lázadás vezetőjét végül nem a görögök, hanem egy sivatagi törzs tagjai, a masszagéták fogták el, és a fejét elküldték Alexandrosznak.
Miközben a győzelmet ünnepelték, viszály támadt Alexandrosz és hadvezére, Kleitosz között. Az idősödő Kleitosznak nemsokára Baktriába kellett mennie. Az ok az életkora volt, de Kleitosz ezt sértőnek érezte. Amikor mindketten ittasak voltak, Kleitosz elkezdte dicsérni Philipposzt, Alexandrosz apját. Ezzel annyira megsértette királyát, hogy kitört a veszekedés, ami közben Alexandrosz hiába kereste fegyverét, amit az egyik testőr óvatosságból félretett. Alexandrosz tartott az árulástól, ezért izgalmában kiragadott egy lándzsát egy őrt álló katona kezéből, és megölte vele Kleitoszt, aki korábban Granikosznál megmentette az életét. Amint észhez tért, azonnal teljes szívéből megbánta a tettét: azt mondták, hogy sírt, panaszkodott, és megpróbálta megölni magát. Mindenesetre úgy tekintett erre a tettére, mint egy súlyos hibára, azonban hajlama az alkohol túlzott élvezetére – bár kizárólag társaságban ivott – továbbra is olyan gyengeség maradt, amitől gyakran elveszítette az önkontrollját.
A következő évben, i. e. 327-ben Alexandrosz még két szogd hegyvidéki erődítményt foglalt el. Ezután az ellenállás teljesen megszűnt. Két évig lázadt Szogdiana ellene, és vonta bele újabb és újabb csatározásba, de végül a legtöbben meghaltak vagy rabszolgasorba jutottak. Mielőtt Alexandrosz visszatért volna Baktriába, 11 000 főből álló katonaságot hagyott Szogdiana megszállt területein.

### Alexandrosz Baktriában (i. e. 327)
Baktriába visszatérve Alexandrosz egy sor olyan parancsot adott ki, amely nem nyerte el a katonák vezetőinek tetszését. Mivel a szogdianai hadjáratokban a baktriai lovasok kitűnő segítségnek bizonyultak, A király megparancsolta hadvezéreinek, hogy 30 000 perzsa és baktriai ifjút képezzenek ki a makedón harcmodor szerint. A lovasságban is alkalmazta a helyieket. A katonák idegenkedve fogadták a parancsot, mert még mindig nem bíztak a perzsákban.
Alexandrosz Baktriában feleségül vette Rhóxanét, egy előkelő szogd, Oxüartész (nem azonos Dareiosz testvérével) lányát. A házasság okáról eltérő vélemények születtek. Plutarkhosz szerint szerelemből vette el, hiszen az első pillantásra beleszeretett Ázsia legszebb asszonyába. Ezenkívül megpróbálta bevezetni a perzsa udvari etikettet. Ennek egyik része volt az a szokás, hogy aki a király elé járul, az térdre veti magát. De katonái ellenállásán megbukott, hiszen a büszke görögök csak isteneik előtt térdeltek le. Így Alexandrosz legtöbb hadvezére annyira megalázónak érezte ezt, hogy megtagadta. Csak a perzsa alattvalók számára maradt kötelező.
Alexandrosz hasonló rendelkezéseit szintén annyira megalázónak érezték, hogy a görög katonák között nyílt lázadás létrejötte fenyegetett. Hogy ezt megelőzze, Alexandrosz a kíséretében lévő emberek egy részét, közöttük udvari életrajzíróját is, kivégeztette.

### Az indiai hadjárat (i. e. 326)

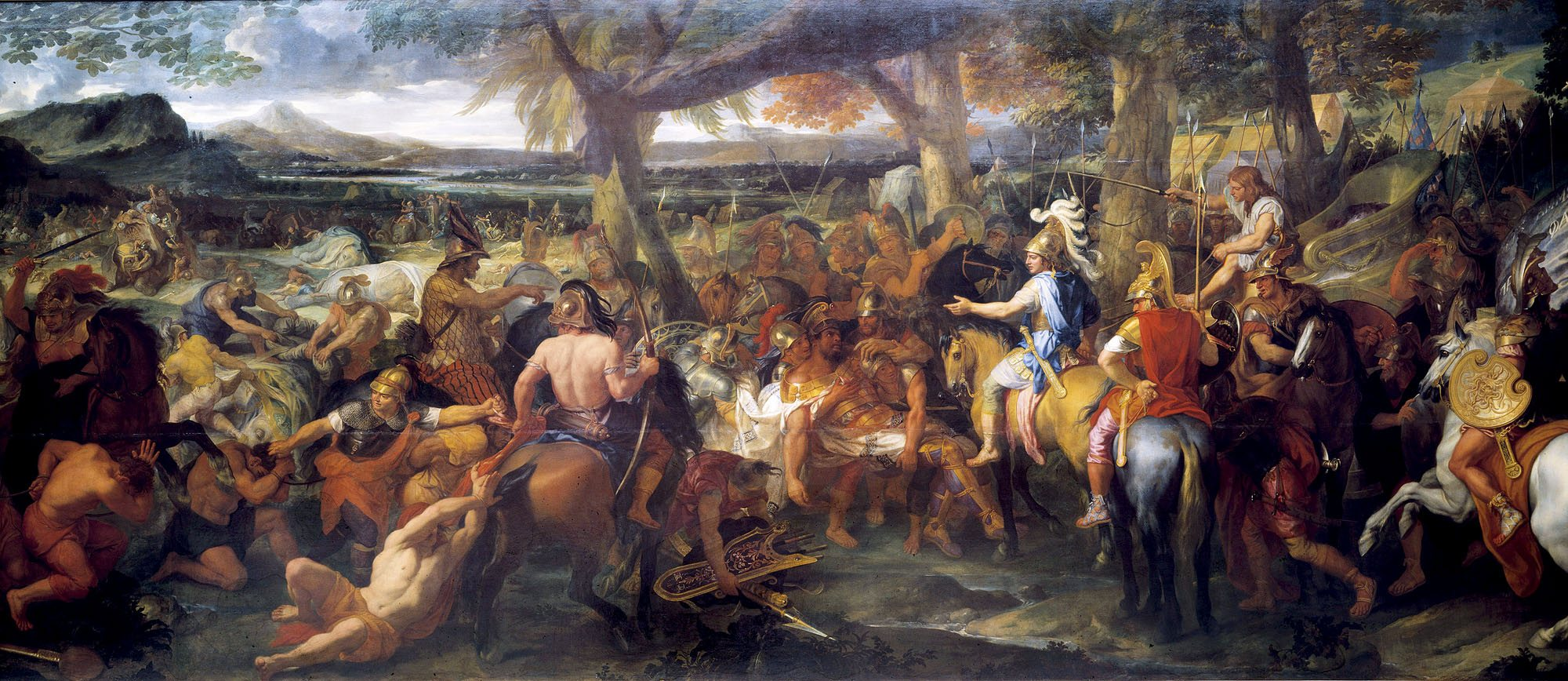
Alexandrosz és Pórosz. Charles Le Brun festménye (1673)

A Perzsa Birodalom egészének meghódítása után Alexandrosz határozatot hozott arról, hogy birodalmát keleti irányba terjeszti ki. India a görögök számára legendák ködébe vesző terület volt, amit senki nem ismert. Az a terület, amelyet akkor Indiaként ismertek, nem azonos a mai Indiával. Ott kezdődött, ahol a Perzsa Birodalom véget ért: Kelet-Afganisztánban. Felölelte Pakisztánt és természetesen a mai Indiát. Az akkori India nyugati területe I. Dareiosz uralkodása alatt a Perzsa Birodalom része volt. Természetesen a perzsák a teljes meghódítására törekedtek, de keresztülvinni sosem tudták, akárcsak Görögországét. India nem volt egységes állam, hanem számos kevéssé ismert kis államból állt. Az indiai hadjáratnak nem volt katonai oka, valószínűleg Alexandrosz kíváncsiságával és harci kedvével magyarázható.
I. e. 326 elején két görög-perzsa hadtest indult el a Kabul folyó völgyébe, amely akkoriban India része volt. Az előrenyomulás különösen kegyetlen volt. Alexandrosz a meghódított területeken egyre ritkábban gyakorolt nagylelkűséget. Városokat és falvakat romboltatott le és a lakosságot megölette. A két hadsereg az Indusnál találkozott. Alexandrosz a Kabul és az Indus között fekvő területet Gandhara provinciának nevezte el, és kíséretének tagját, Nikanórt nevezte ki helytartóvá.
Az Indus másik partján Alexandrosz küldöttségét fogadta Omphisz, Taxila királya. Taxila kb. 30 km-re feküdt a mai Iszlámábádtól. Alexandrosz Omphisz udvarában felszólította Pandzsáb többi államát, hogy hódoljanak be neki és ismerjék el istennek. Ezt a Hüdaszpész (Dzselám) folyó túlpartján fekvő Pauravasz királya, Pórosz megtagadta. Májusban, az esős időszakban kelt át Alexandrosz a Hüdaszpészen görögökből, indiaiakból, perzsákból és baktriaiakbók álló seregével és legyőzte a Pórosz fia által vezetett lovas sereget. A szövetségesek tovább vonultak kelet felé. Számszerűleg fölényben voltak Pórosz seregével szemben, de nehezen igazodtak el az állandó esőzésben a dús erdős területen. Közben értesítéseket kaptak arról, hogy Pórosz harci elefántokból álló egységet tart fenn, amivel a hellének legfeljebb csak Gaugamelánál találkoztak, de igazán nem ismerték ezt a harcmodort. A Hüdaszpész melletti csatában legyőzték az indiaiakat. Plutarkhosz szerint Alexandrosz kedvenc lova, Bukephalosz, már a csata előtt időskori gyengeségben elpusztult (már 33 éves volt), valójában azonban az ebben a csatában szerzett végzetes sérülésébe pusztult bele. Az ő emlékére alapította Alexandrosz Bukephala városát (ma Dzsalapur). Pórosz a csatában megsebesült, és ő lett Alexandrosz helytartója Pauravaszban, egyben új barátja is.
Messze keleten, a Gangesznél feküdt Magadha fejedelemsége, amit maguk a pandzsabiak is alig ismertek. Alexandrosz ezt a földet is meg akarta hódítani. Pauravasz eligazította őt az útvonalat illetően. Alexandrosznak nagy serege volt az egyre fogyatkozó görögök mellé besorozott indiai, közép-ázsiai és perzsa, valamint baktriai katonákból, de a heves monszunesőkben küzdötte magát tovább a demoralizált sereg és az egyik megáradt folyó után kelt át a másikon. Július végén érték el a Hüphaszisz (ma Biasz) folyót, és Magadha egyre távolabbinak tűnt. Bár csaknem India közepén jártak, de a katonák fellázadtak és megtagadták a továbbvonulást. Alexandrosz magánkívül volt, de sem a szónoklatok, sem az ígéretek nem hatottak a végsőkig kimerült emberekre. Valószínűleg ebben a hosszú kalandozásban az eredeti hellén sereg fele már meghalt a háborúkban, a többiek pedig hazájukba akartak visszamenni. Az indiai szubkontinens éghajlata teljesen kikezdte az európai katonák egészségét, de még az ázsiai katonák sem voltak teljesen hozzászokva. Noha Alexandrosz seregében képzett orvosok dolgoztak, azoknak a tudása már egyáltalán nem terjedt ki az olyan betegségek kezelésére, amit az itteni éghajlat, a rovarok és más okozott. Alexandrosz a Hüphaszisz partján alapított még egy Alexandriát, ahol veteránokat telepítette le akik már csak reménykedhettek abban, hogy valaha visszatérnek Görögországba.

### Visszatérés Perzsiába (i. e. 326–325)

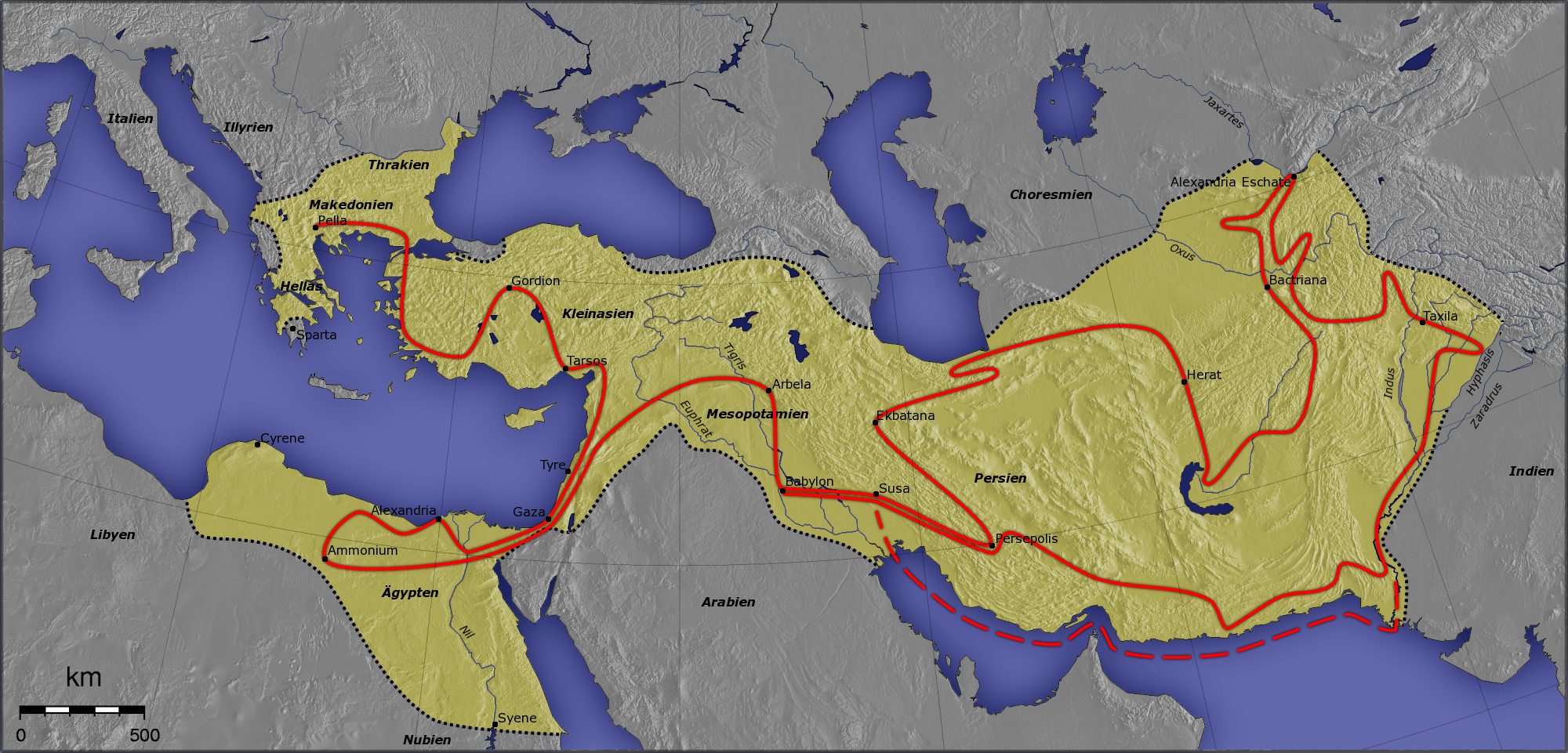
Alexandrosz hadjáratainak útvonala

A Hüdaszpészig vezető nehéz út szeptemberig tartott. Alexandrosz azonban olyan úton akart visszatérni, ahol még soha nem járt, hogy legalább valami újat lásson. Bukephalában 800 hajót építtetett, amelyekkel a folyón egészen az Indiai-óceánig kellett lehajózni. Ez azonban nem volt elég arra, hogy az egész sereget elszállítsa, így a hajókat a gyalogosok a parton kísérték. Novemberben hagyták el Bukephalát, és tíz nap múlva elérték azt a pontot, ahol a Hüdaszpész találkozik az Akeszinesszel (ma Chenab) egy zuhatagban, s ezen a helyen sok hajó süllyedt el és sok görög katona halt meg.
A további út olyan indiai államokon vezetett át, amelyeket Alexandrosz nem igázott le. A sereget újra és újra megtámadták, és a görögök és az ázsiaiak elpusztították a falvakat és városokat, ami az útjukba esett. Alexandroszt az egyik csatában egy nyíl súlyosan megsebesítette. A vállán keresztül a tüdejét is érte, de Alexandrosz túlélte. A lábadozásának idejét arra használta fel, hogy egy újabb várost alapítson az Akeszinesz és az Indus összefolyásánál, amelynek mai neve Uch. Az új provincia helytartójává pedig apósát, Oxüartészt nevezte ki.
Amikor Alexandrosz megtámadta Sindh városát, serege előtt szabaddá vált az út dél felé. Mielőtt a monszun újra elkezdődött, a sereg i. e. 325-ben elérte az Indus torkolatát és az Indiai-óceánt. Alexandrosz itt egy újabb várost alapított, Xülinepoliszt (ma Bahmanabad) és megerősítette flottáját. Mivel csak serege negyedét tudta a tengeri úton elindítani, a nagyobb részével szárazföldön kellett visszatérni Perzsiába. I. e. 325 augusztusában a szárazföldi sereg Alexandrosz vezetésével útnak indult. A flotta Nearkhosz parancsnoksága alatt egy hónappal később sietve kelt útra, mivel az őslakosok között lázadás kezdődött.
A mai Beludzsisztán neve akkoriban Gedroszia volt. Jóllehet a perzsák óvták a gedrosziai sivatagon való átkeléstől, Alexandrosz vállalta a kockázatot, hiszen az óceáni parti hegységek erre kényszerítették illetve ez tűnt számára a legrövidebb útnak. A hadsereg létszáma ma is kérdéses; a 100 000 fölötti számok bizonyosan túlzottak, a 30 000 körüli becslések inkább reálisak. A hatvan napig tartó vesződséges átkelés alatt a hőguta, a kiszáradás és a fáradtság tizedelte a hadsereg tagjait és a kísérőket: a férfiak fele és az összes asszony és gyerek odaveszett. Alexandrosz a katonáival együtt gyalogolt, és velük tűrte a hőséget és a szárazságot. Decemberben értek a katonák Purába (ma Bampur), Perzsia egyik déli határvárosába.

### A szúzai menyegző, lázongás Opiszban (i. e. 324)
Miután visszatérésüket megünnepelték, Alexandrosz 324 januárjában egy újabb Alexandriát alapított (ma Golashkerd). Útjuk végén Szúzába értek Nearkhosz és emberei is, akik számára a tengeri út tovább tartott. Egy újabb ünnepséget tartottak, amelyen 10 000 görög katona 10 000 perzsa nővel kötött házasságot. Alexandrosz célja a tömeges esküvővel az volt, hogy a még mindig ellenséges görögöket és perzsákat kibékítse; a katonáknak jutalmul adósságuk elengedését ígérte. Ő is példával járt elől, hiszen feleségül vette Dareiosz lányát. A menyegző perzsa rituálé szerint ment végbe. Ezzel a házassággal nem csupán saját hatalmát szilárdította meg, a perzsa állam egy további tisztségét átvéve, Héphaisztiont, aki hosszú évek óta volt a barátja és ivócimborája, kinevezte vezírnek (halála után Perdikkasz vette át a tisztséget), és hadvezérét, Ptolemaioszt előkóstolónak. Nyugaton mindkét cím ismeretlen volt.
Az átalakítások csak növelték a szakadékot Alexandrosz és a makedón hadvezérek között. A perzsa katonák számaránya a hadseregben a görögök ellenében nőtt, és így attól tartottak, hogy egészen eljelentéktelenednek. A perzsák egyre magasabb rangokat töltöttek be, ami a görögöket nagyon zavarta. Amint a hadsereg elérte a Tigris melletti Opisz városát, Alexandrosz sok makedónnak megengedte, hogy visszatérjen Görögországba. Amit ők várva vártak, ám az ellentétek forrása lett, hiszen a helyüket királyuk perzsákkal töltötte be. Kiderült számukra, hogy Alexandrosz egyáltalán nem számít rájuk, és ez lázadáshoz vezetett. Végül, miután látták, hogy királyuk nem enged, ők küldtek küldöttséget urukhoz, hogy bocsánatát kérjék. Alexandrosz megbocsátott és ünnepélyesen imát mondott a görög papok és perzsa mágusok társaságában, hogy birodalmában barátság és összetartás legyen. A következő napokban 11 500 görög katona indult vissza hazájába.
I. e. 324 őszén Alexandrosz Ekbatanába ment, ahol barátja, Héphaisztion alkoholmérgezésben meghalt. A király mély gyászba merült. Barátja orvosát kivégeztette, több napos böjtöt tartott, elhunyt barátját fejedelmi pompával szállították Babilonba, és hatalmas temetési szertartást rendezett, ám ravatala mellett is világot rengető tervekkel foglalkozott. Nem kevesebbről volt szó, mint hajóhad építéséről, amely az Eufráteszen keresztül jutott volna el a Perzsa-öbölbe, hogy Alexandrosz meghódíthassa Arábiát. A halálesetben nem látta meg a sors intését, és italozó, kicsapongó életmódján semmit nem változtatott.

### Alexandrosz halála Babilonban (i. e. 323)

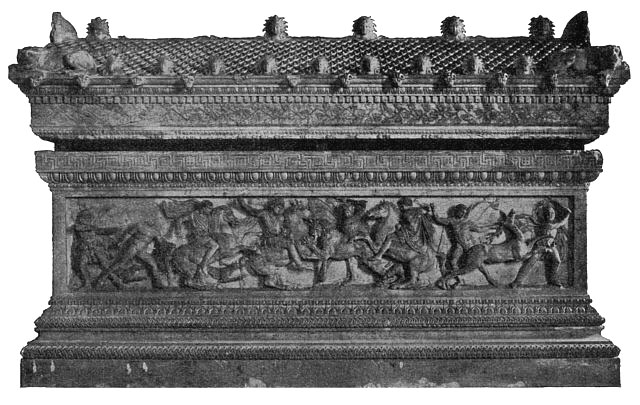
Alexandrosz állítólagos szarkofágja

I. e. 323 februárjában Alexandrosz visszatért Babilonba. Itt felvázolta egy új hadjárat terveit: az Arab-félszigetet akarta meghódítani, de ez csak az első lépés lett volna, amit követett volna egy India elleni hadjárat, amelyhez nagyobb sereget és hajóhadat is kívánt felhasználni, hogy a hatalmas szubkontinenst ellenállhatatlan erők rohanják meg. Távolabbi terveiben szerepelt még a Földközi-tenger nyugati medencéjének elfoglalása Karthágóval és Rómával együtt. El akart jutni egészen a Gibraltárig. Hozzá is látott a hadjárat előkészítéséhez: Nearkhosszal megbeszélte egy újonnan felállítandó hatalmas hajóhad terveit, és stratégiai fontosságú támaszpontok alapítását határozta el.
Júniusban megbetegedett, és bár a görög orvosok mindent megtettek, Alexandrosz emberfeletti megerőltetéstől és alkoholtól megtört szervezete nem bírt ellenállni a kórnak, és i. e. 323. június 10-én, harminckét évesen meghalt.
Halálának oka az ókori híradások alapján valószínűsíthető, amelyek arra engednek következtetni, hogy Alexandrosz tüdőgyulladással súlyosbított maláriában halt meg, de felmerült a tífusz okozta magas láz is mint halálok. Annyi bizonyos, hogy az állandó fizikai túlterhelés, a kicsapongó életmód és a mértéktelen ivás hatalmas kárt tett a szervezetében, s ezért a májzsugorodás, vagy akut hasnyálmirigy-gyulladás sem kizárt halála valószínűsíthető okaként.
Toxikológus szakemberek körében felmerült a mérgezés lehetősége is, ezért a hadvezér halálát a mérgező fehér zászpa (Veratrum album) növényből készített méreggel hozzák összefüggésbe, amelyet feltehetően borba keverve adhattak be neki.
Katherine Hall, a Dunedini Orvostudományi Egyetem oktatója, gyakorló orvos úgy véli, az ókori uralkodó nem malária, alkoholizmus vagy gyilkosság áldozata lett, ahogy más elméletek állítják. Az egyik forrás szerint ui. Alexandrosz teste hat nappal a feltételezett halál után sem mutatta az oszlás jeleit, és erre más elméletek nem adnak magyarázatot. A kutató szerint a különös jelenségnek az a magyarázata, hogy Alexandrosz nem a fenti okokból halt meg, hanem a ritka Guillain–Barré-szindrómában (GBS). Halála előtt lázas volt, fájt a gyomra, kétoldali, az alsó végtagokban kezdődő, felszálló jellegű, szimmetrikus bénulása volt, amely súlyosbodott, ám elméje a haláláig tiszta maradt. Az ókorban a halált nem a pulzus, hanem a lélegzet megszűnte alapján állapították meg, azonban a GBS okozta bénulás és az alacsony oxigénszükséglet csökkenthette a lélegzés láthatóságát. Lehetséges, hogy teste hőszabályozása összeomlott, pupillái kitágultak, pillantása megmerevedett. Mindezek arra utalnak, hogy nem csoda folytán maradt ép a teste sokáig, hanem azért, mert valójában még élt.
Halála után, posztumusz szülte meg Rhóxané Alexandrosz egyetlen fiát, IV. Alexandroszt.

## Alexandrosz birodalmának sorsa
Alexandrosz halála után hatalmas, de kellően meg nem szilárdított birodalma rövid idő alatt darabokra hullott. Nem jelölt ki örököst maga után. Ő, aki mindig mindenre számított, arra az egyre nem, hogy meghalhat. Ezért szinte halála pillanatában megindult az önjelölt örökösök, a diadokhoszok között a harc az örökségért: Kasszandrosz, Antipatrosz fia Makedóniát és a birodalom európai részét szerezte meg, és megalapította az Antigonidák uralmát; Lüszimakhosz Kis-Ázsiában és Trákiában alapított birodalmat (később megölték), Szeleukosz Mezopotámiában és Szíriában jutott hatalomra és Ptolemaiosz Egyiptomban. A birodalom romjain több kisebb állam is létrejött: Pergamon, Bithünia, Kappadókia, és egyes görög területeknek is sikerült megőrizniük függetlenségüket, mint Krétának és Rhodosznak.
A háborúknak és hatalmi harcoknak Alexandrosz családja is áldozatul esett. Rhóxané meggyilkoltatta Alexandrosz második feleségét, Olümpiasz pedig megölette Alexandrosz félkegyelmű, uralkodásra alkalmatlan féltestvérét annak családjával együtt. Kasszandrosz megölette Olümpiaszt, majd Roxanét a kisfiával együtt. Tizenhárom évvel halála után közvetlen családjából és utódaiból senki nem volt már életben. Birodalmából három jelentős utódállam és uralkodóház nőtt ki: az Antigonidák Makedóniában i. e. 148-ig, a Szeleukidák Perzsiában i. e. 64-ig és a Ptolemaidák Egyiptomban i. e. 30-ig uralkodtak.

## Történelmi jelentősége
Alexandrosz tetteit talán rendkívül összetett személyisége magyarázza: makedón király, hellén világpolgár és keleti önkényúr volt egyszemélyben. Arisztotelész tanítványaként viselkedett, amikor Thébában megkímélte Pindarosz házát, makedón királyként, amikor megszerezte apja örökségét, hellén világpolgárként, amikor Perzsia meghódítására indult, és keleti despotaként, amikor kivégeztette Parmeniónt.
Arisztotelész megállapítása: „a hellénség a világ ura lehetne, ha egységes államszervezetbe tömörülne”, vezérfonal volt számára. Rájött, hogy a görögök csak a perzsák ellenében hajlandók az egységre. Az egységes állam létrejöttének első lépése volt a perzsaellenes hadjárat. Ahhoz, hogy a hellenizmus egyesítő kultúrájára alapozhassa a görögöket, perzsákat, egyiptomiakat és számos egyéb népet összefogó, hatalmas birodalmát, keleti despotikus módszereket kellett alkalmaznia.
Utolsó éveiben jellemében erőteljesen előtérbe kerültek az önkényuralkodói vonások. Több tettére ma sem találnak igazán logikus magyarázatot a kutatók.
Jellemének legpozitívabb vonásai a csatákban, katonái között jelentek meg. Bátor volt, gondolkodás nélkül vetette bele magát a harc sűrűjébe. Csatatéren hozott döntései, gyors felfogóképessége és taktikai érzéke párját ritkították. Bár az apjától örökölt hadi gépezet, a hihetetlenül jól kiképzett makedón hadsereg segítette, saját képességei, az, hogy ösztönösen tudta, mikor kell támadni vagy visszavonulni, a világtörténelem legnagyobb hadvezérei között biztosítanak számára helyet.
Birodalmának bukása ilyen rövid uralkodás után szinte törvényszerű volt. Túl nagy volt, túl nagyok voltak a különbségek a túl sok nemzetiség között, és túl kevés ideje volt a megszilárdítására. Az egyes országok a gazdasági-társadalmi fejlődés különböző fokán álltak, és minden népnek más szokásai és politikai hagyományai voltak. A birodalom Alexandrosz halála idején csak laza katonai-adminisztratív szövetség volt, amelyet Alexandrosz személye kötött össze, és halálával ez a kötelék megszűnt.

## Ókori források
Korabeli írott források sajnos nem maradtak ránk Alexandrosz korából. Elveszett a király udvari történetírójának, Kalliszthenésznek a teljes munkássága, a királyt dicsérő Onészikritosztól csak töredékeket ismerünk. A katonák ismert emlékezései közül Arisztobulosz feljegyzései vesztek el, és nem maradt ránk Nearkhosznak az indiai hadjáratról és a flotta Indiától a Perzsa-öbölig tartó útjáról készített naplója sem. Az egyik diadokhosz, Ptolemaiosz is készített emlékiratokat életéről, de ezek szintén elvesztek.
Szerencsére ezeket a munkákat jórészt felhasználták a későbbi történészek, akiknek munkásságát már ismerjük. A Kr. u. 1–2. században készült a három legismertebb mű. Plutarkhosz a Párhuzamos életrajzokban Caius Iulius Caesar párjaként írta meg Alexandrosz életét. Az egyébként jószerivel ismeretlen Quintus Curtius Rufus Historiae Alexandri Magni („Nagy Sándor története”) című művének tíz könyvéből öt teljes egészében, három csak részleteiben maradt ránk. A 2. századi Flavius Arrianus Anabasis Alexandri („Alexandrosz anabaszisza”) című munkája a legteljesebb, legtöbb forrásmunkát felhasználva készített történet a makedón király hadjáratáról. Diodorus Siculus és Sztrabón helyenként szintén merítettek a korábbi forrásokból. Julius Valerius elbeszélése, De rebus Alexandri Magni gestis (Kr. u. 450.) viszont már semmi történeti beccsel nem bír, de forrása a középkor összes meséinek, melyek Alexandroszra vonatkozólag keletkeztek, és a római, majd európai latin nyelvű és ó-germán írásokban nagy szerepet játszottak.
Alexandrosz személye köré már életében legendák szövődtek, amelyek az ókorban és középkorban egyre csak bővültek, mind meseszerűbbekké váltak. Főként Afganisztán és Perzsia területén, ahol mint Iszkendert felsőbb lénynek tekintették. Ezek a keleti mondák emlékeznek meg arról, hogy Irán sziklavárait megtörte, s a királyokat legyőzte. A mondakör a rómaiak idején eljutott Nyugatra is, és fontos alapja lett a középkori Alexandrosz-regénynek, amelynek másik alapjául a Kalliszthenész neve alatt fennmaradt Alexandru praxeisz („Alexandrosz tettei”) c. mű, mely a makedón uralkodó életét dolgozza fel.
Halálának évszámát egy Halikarnasszoszi Dionüsziosztól származó levél az athéni Kephiszodórosz arkhónságának idejére teszi (i. e. 323).
A hellenisztikus világ legendái és szövegei között fontos helyet foglalnak el a Alexandrosz leveleiként ismert szövegek – amelyeket az uralkodó Arisztotelésznek és III. Dareiosznak küldött volna – ezek azonban minden bizonnyal későbbi alkotások.

## Emlékezete
A szkopjei reptér neve Alexandrosz-Reptér (Аеродром Александар Велики).

## Szakirodalom
- A. B. Bosworth: Alexandrosz, Bp., Osiris, 2002
- Vojtech Zamarovský: A görög csoda Madách Kiadó, 1980, ISBN 963-11-6237-0
- Kertész István: Hellénisztikus történelem, Budapest, Budapest : História : Magyar Tudományos Akadémia Történettudományi Intézet, 2000 ISBN 963-8312-69-6
- Kertész István: Alexandrosz és a hellenizmus alapvetése, Bp. 1992. IKVA, ISBN 963-7760-99-7
- Kertész István. Antik harcmezőkön. Korona K. (2000). ISBN 963-9191-23-x

- Kertész István: Nagy Sándor, a hódító. Kossuth K. (2022)
- Kertész István. Héraklész unokái. Kossuth K. (1988). ISBN 963-09-3256-3
- Keegan, John. Maszk - A parancsnoklás álarca (A hadvezéri mesterség Nagy Sándortól napjainkig). Aquila K. (1988). ISBN 963-9073-35-0

- Marie-Thérèse Davidson – Christian Heinrich: Alexandrosz nyomában ; ford. Sóvágó Katalin (A történelem nagyjai) ISBN 963-7168-75-3 Saxum Kiadó, 2006
- Paul Cartledge: Alexandrosz, a hódító ISBN 963-9368-43-1 Jokerex Kiadó, 2005
- Nick McCarty: Alexandrosz – Egy hős életének igaz története ISBN 963-628-018-5 Egmont Kiadó, 2004
- Stein Aurél: Alexandrosz nyomában Indiába; Franklin-Társulat
- Q.Curtius Rufus: A makedón Alexandrosz története. Szukits Könyvkiadó 2003. ISBN 963-9441-69-4

## Szépirodalom
- Harold Lamb: Világhódító Alexandrosz, Gondolat, Bp., 1961, 1966, 1980 ISBN 963-280-572-0
- Mary Renault: Égi tűz, Európa, Budapest, 1977 ISBN 963-07-0591-5